# Maltais
Vous lisez un « article de qualité » labellisé en 2011.
Pour les articles homonymes, voir Maltais (homonymie).
Le maltais (en maltais : Malti) est une langue chamito-sémitique (ou afro-asiatique) de la famille des langues sémitiques. Elle est rattachée à l'arabe maghrébin,. Elle est la seule langue nationale de Malte et, avec l'anglais, une des deux langues officielles du pays ; elle est aussi une des vingt-quatre langues officielles de l'Union européenne, la seule qui soit sémitique. C'est l'unique langue sémitique qui soit principalement transcrite sous sa forme officielle à l'aide d'un alphabet basé sur l'alphabet latin, enrichi cependant de diacritiques comme le point suscrit ou la barre inscrite.
L'origine de la langue est l'arabe sicilien, relexifié à partir de superstrats sicilien et italien, dans une moindre mesure français et plus récemment anglais. En raison de son origine arabe, le maltais est classé comme langue sémitique. Dans le passé, il a été considéré, la mythologie politique aidant, comme étant d'origine phénico-carthaginoise et non d'origine arabe, mais cette théorie est aujourd'hui abandonnée. En outre, le maltais est particulièrement proche de l'arabe tunisien, à cause du lien historique entre la Tunisie et Malte et de l'influence de l'arabe tunisien et de la langue romane d'Afrique sur l'arabe sicilien, et les deux langues sont partiellement mutuellement intelligibles.
Trois grandes périodes peuvent être distinguées dans l'évolution de la langue maltaise : le maltais sémitique ou arabe maltais, jusqu'à l'expulsion des Arabes de Malte, le maltais ancien, jusqu'à l'officialisation d'un alphabet, d'une orthographe et d'une grammaire en 1934, et le maltais moderne, parlé aujourd'hui dans les îles. Il est possible de remarquer au XXIe siècle l'apparition d'un maltais relâché, le maltish, sorte de pidgin de maltais et d'anglais.
Le maltais est devenu une des langues officielles de Malte en 1934, à côté de l'anglais, quand l'usage officiel de l'italien a été abandonné. Aujourd'hui le nombre de locuteurs est estimé à 500 000, dont 400 000 résidant à Malte. Les milliers d'émigrés maltais en Australie, au Canada, à Gibraltar, en Italie, au Royaume-Uni et aux États-Unis pratiquent cette langue en famille. Le maltais est aussi parlé en famille en France par les descendants de Maltais, qui avaient migré en Algérie et en Tunisie durant l'époque coloniale et qui se sont installés en France après les indépendances successives.
La langue maltaise n'était traditionnellement pas écrite, l'écriture se faisant en italien. Le plus ancien document connu écrit avec un alphabet transcrivant le maltais est Il-Kantilena, un poème du XVe siècle écrit par Pietru Caxaro.

## Définition
La langue maltaise ou maltais (Malti, en maltais) fait partie de la famille des langues chamito-sémitiques appelées aussi langues afro-asiatiques. À l'intérieur de cette famille, elle fait partie du groupe des langues sémitiques. Ce groupe se partage en plusieurs sous-familles généralement géographiques. Il comprend entre autres l'arabe occidental, qu'Abdou Elimam nomme l'arabe maghrébin ou maghribi, en y incorporant deux langues historiques, l'arabe andalou et le siculo-arabe. Le maltais actuel, héritier de l'arabe maltais, fait historiquement partie du siculo-arabe, avec le siqili (l'arabe sicilien, aujourd'hui disparu), un des dialectes ifriqiyens arabes. Relexifié à partir de superstrats, principalement sicilien et italien, dans une moindre mesure français et plus récemment anglais, c'est clairement, depuis le XXe siècle une langue standard qui comporte des variétés régionales ou topolectes.
En typologie morphologique, le maltais est une langue flexionnelle qui combine les flexions à brisures internes de l'arabe aux désinences des langues synthétiques, sicilien ou italien. En typologie syntaxique, le maltais est une langue de type SVO c'est-à-dire que l'ordre normal de la phrase est sujet-verbe-objet.
Le maltais est la langue parlée à Malte, dans les îles de Malte et de Gozo. Lors de l'indépendance de Malte, le 21 septembre 1964, elle a été proclamée langue nationale. Conjointement avec l'anglais, elle est l'une des deux langues officielles du pays.
Le maltais est aussi une des langues officielles et de travail de l'Union européenne. Le maltais n'est pas seulement la seule langue sémitique de l'Union européenne, c'est aussi la seule langue sémitique qui soit transcrite sous sa forme officielle à l'aide d'un alphabet basé sur l'alphabet latin, enrichi cependant de diacritiques comme le point suscrit ou la barre inscrite.

## Histoire
La langue maltaise possède la particularité d'être en même temps une des plus anciennes langues (IXe siècle) encore vivante et une des plus récentes langues (1929) formalisée par un alphabet, une orthographe et une grammaire.

### Cadre chrono-culturel

#### Préhistoire
Les premiers habitants de l'archipel maltais arrivent par mer depuis la Sicile, l'île voisine. Porteurs de la culture de la céramique de Stentinello, ils implantent l'économie néolithique dans les îles, important bêtes et végétaux. Leurs habitudes sont celles des pasteurs siciliens. Le silex qui sert à confectionner l'outillage lithique provient de Sicile. Des lamelles et des outils en obsidienne révèlent une importation de matériaux depuis les îles de Pantelleria et de Lipari, au large de la Sicile,. Selon toute vraisemblance, ils parlent la langue de leurs origines, celle pratiquée en Sicile, mais les spécialistes n'ont aucune information sur celle-ci (cf. Préhistoire de Malte).

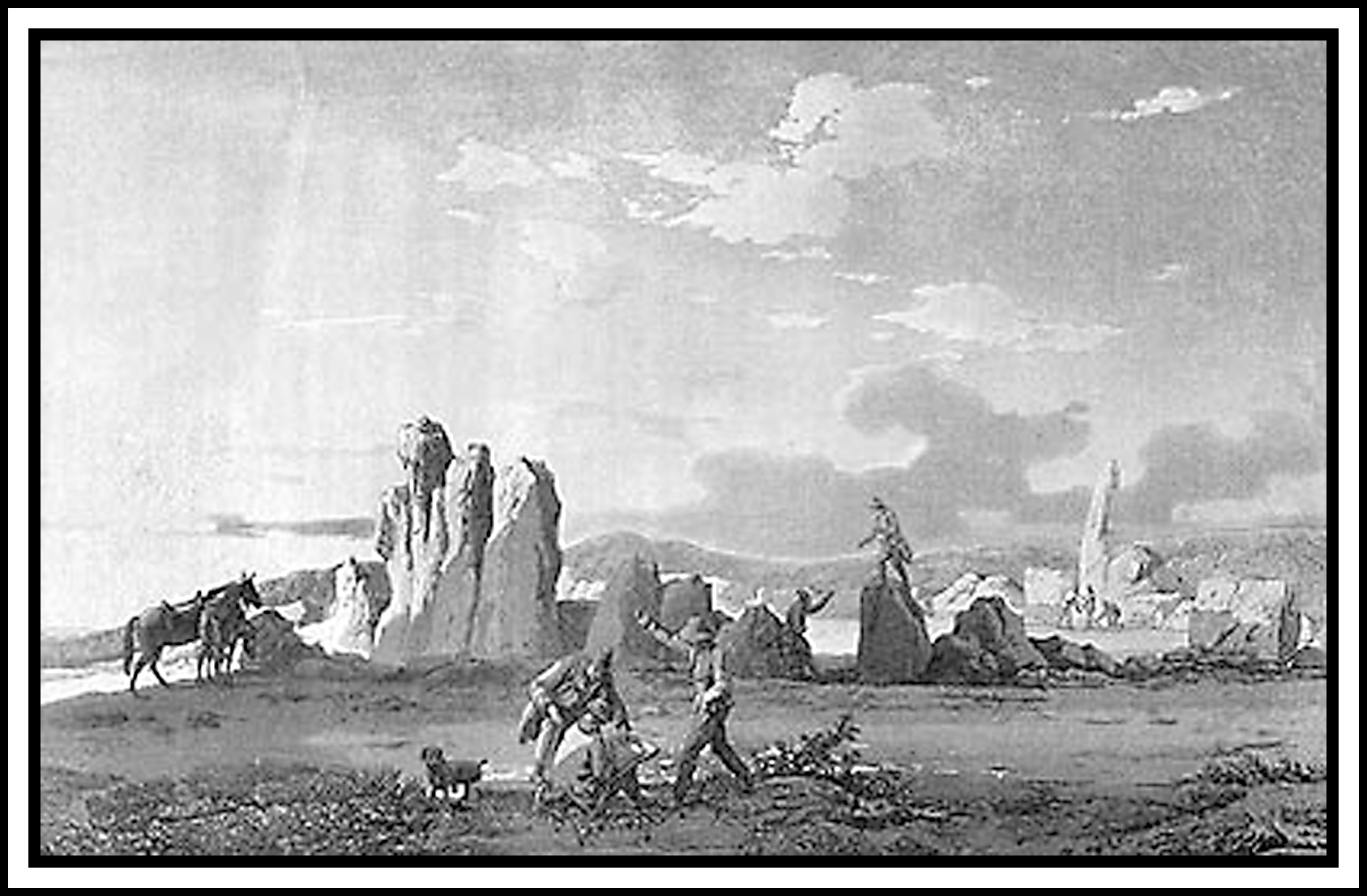
Temple mégalithique de Ħaġar Qim
Gravure de Jean-Pierre Houël de 1776.

L'évolution de la population maltaise est parallèle à celle de la Sicile. Quand cette dernière passe de la culture de Stentinello à la culture de céramique de Serra d’Alto puis à celle de la culture de céramique de Diana en Sicile, la culture de Għar Dalam fait place, à Malte, à celle de Skorba grise (4500-4400 av. J.-C.) puis à celle de Skorba rouge (4400-4100 av. J.-C.),. La fin du Ve siècle av. J.-C. voit l'arrivée, toujours en provenance de Sicile, d'une nouvelle vague de cultivateurs possédant la culture de la céramique de San Cono-Piano-Notaro, marquée par un nouveau rite funéraire : les corps sont disposés en hypogée, tombes en four,. Ces nouveaux arrivants vivifient la culture de l'archipel. Les éléments lithiques de cette phase révèlent une provenance de Sicile et de Calabre.
Par contre la période des temples (3800-2500 av. J.-C.) révèle une culture typiquement maltaise impossible à rattacher à une culture continentale. La population maltaise, et avec elle sa langue, suit pendant plus d'un millénaire et demi une évolution qui lui est propre. La fréquentation des temples et leurs fréquents réaménagements font déduire une organisation sociale centrée sur ces temples. Le temple est aussi un lieu de marché, de négociations matérielles, en fait, de redistribution de richesses,. Cette organisation sociale nécessite une communication complexe.
Cette période des temples prend fin avec la disparition des populations de bâtisseurs mégalithiques vers les années 2500 av. J.-C.. Une nouvelle population émigrée de Sicile, porteuse d'une culture totalement différente, revivifie la civilisation maltaise en repeuplant petit à petit l'archipel. Le matériel archéologique, des armes en bronze par exemple, permet de rapprocher ces nouveaux habitants des peuples guerriers de Sicile et d'Italie du sud. Vers 900 av. J.-C. un nouveau groupe ethnique débarque sur les îles. Sa céramique indique qu'elle a pour origine la culture de la « tombe à fosse » de Calabre. Cette population, renouant le lien entre Malte, la Sicile et le sud de l'Italie, va rentrer dans l'histoire en introduisant l'écriture.

#### Antiquité
« Malte inaugurait la longue suite des temps qui ne fit d'elle que le reflet de l'histoire des autres » : par cette phrase, Alain Blondy résume la façon d'aborder cette phase de l'histoire de l'archipel maltais, c'est-à-dire en fonction de ses colonisateurs successifs. Au centre de la Méditerranée, entre le bassin oriental et le bassin occidental, au milieu du détroit qui sépare la Sicile de la Tunisie, avec ses falaises élevées de la côte sud-ouest et ses ports naturels de la côte nord-est, Malte est un relais évident. Des auteurs classiques, comme Diodore de Sicile, soulignent déjà la position stratégique de Malte sur les routes maritimes phéniciennes.

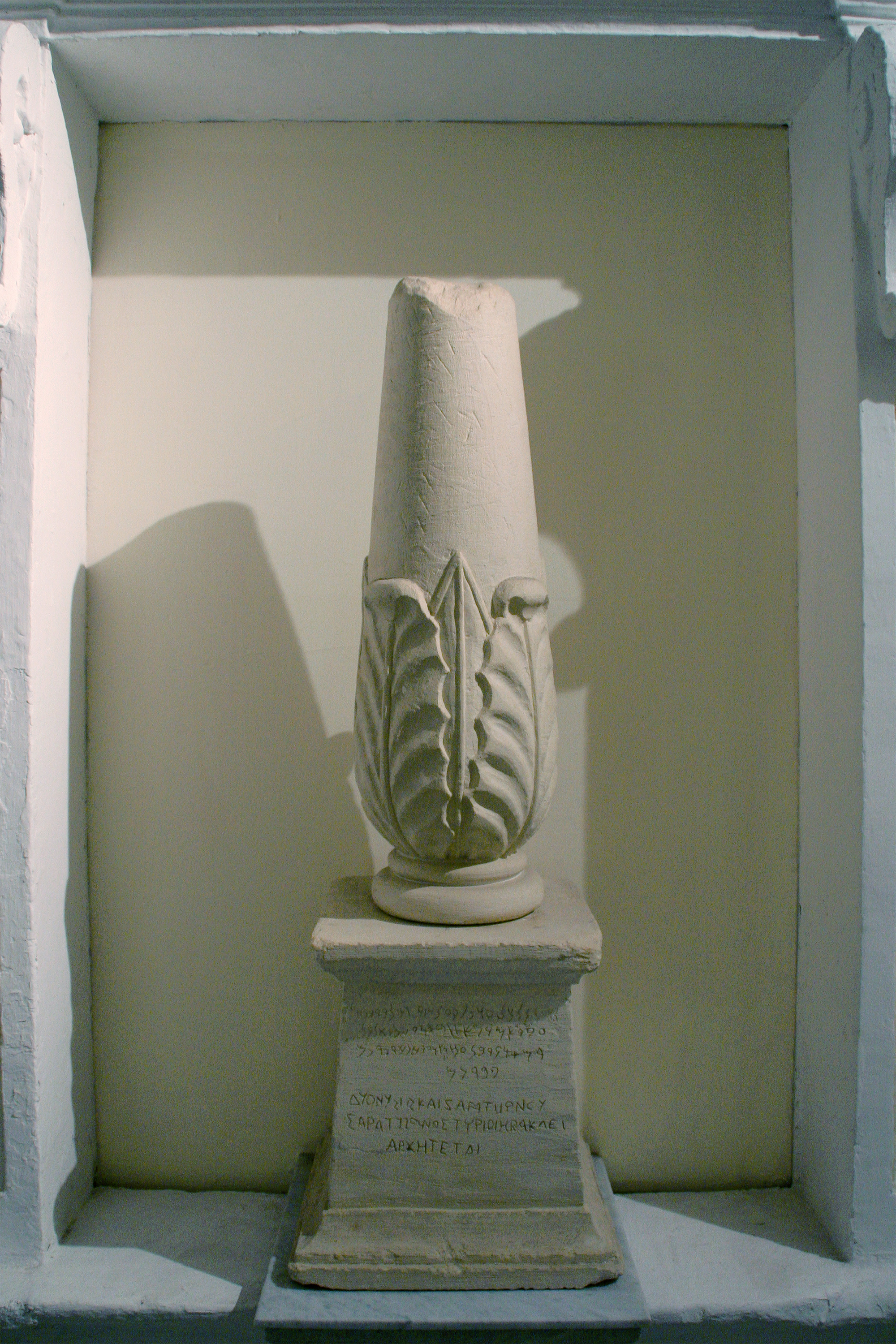
Un des deux cippes, datés du IIe siècle, dédiés au dieu Melkart, seigneur de Tyr, comportant une inscription bilingue phénicien/grec.

Les Phéniciens, grands navigateurs, utilisent Malte à partir du Xe siècle av. J.-C., comme halte sur la route du cuivre qu'ils vont chercher dans l'actuelle péninsule Ibérique. La mer Méditerranée devient la mer des Phéniciens dès cette époque. Ils installent une colonie dans les îles de l'archipel vers 725 av. J.-C. « Les habitants de Melita sont une colonie de Phéniciens, qui commerçant jusque dans l'océan occidental, firent un entrepôt de cette île, que sa situation en pleine mer et la bonté de ses ports rendaient très favorable pour eux ». Avec le commerce, les colons phéniciens apportent aussi leur langue et leur alphabet ; grâce aux témoignages épigraphiques, il est admis que le nom de l'île de Gozo (Għawdex en maltais) vienne du phénicien gaulos (une inscription du IIIe ou du IIe siècle nomme Gawl l'établissement phénicien sur le site de l'actuelle Victoria).

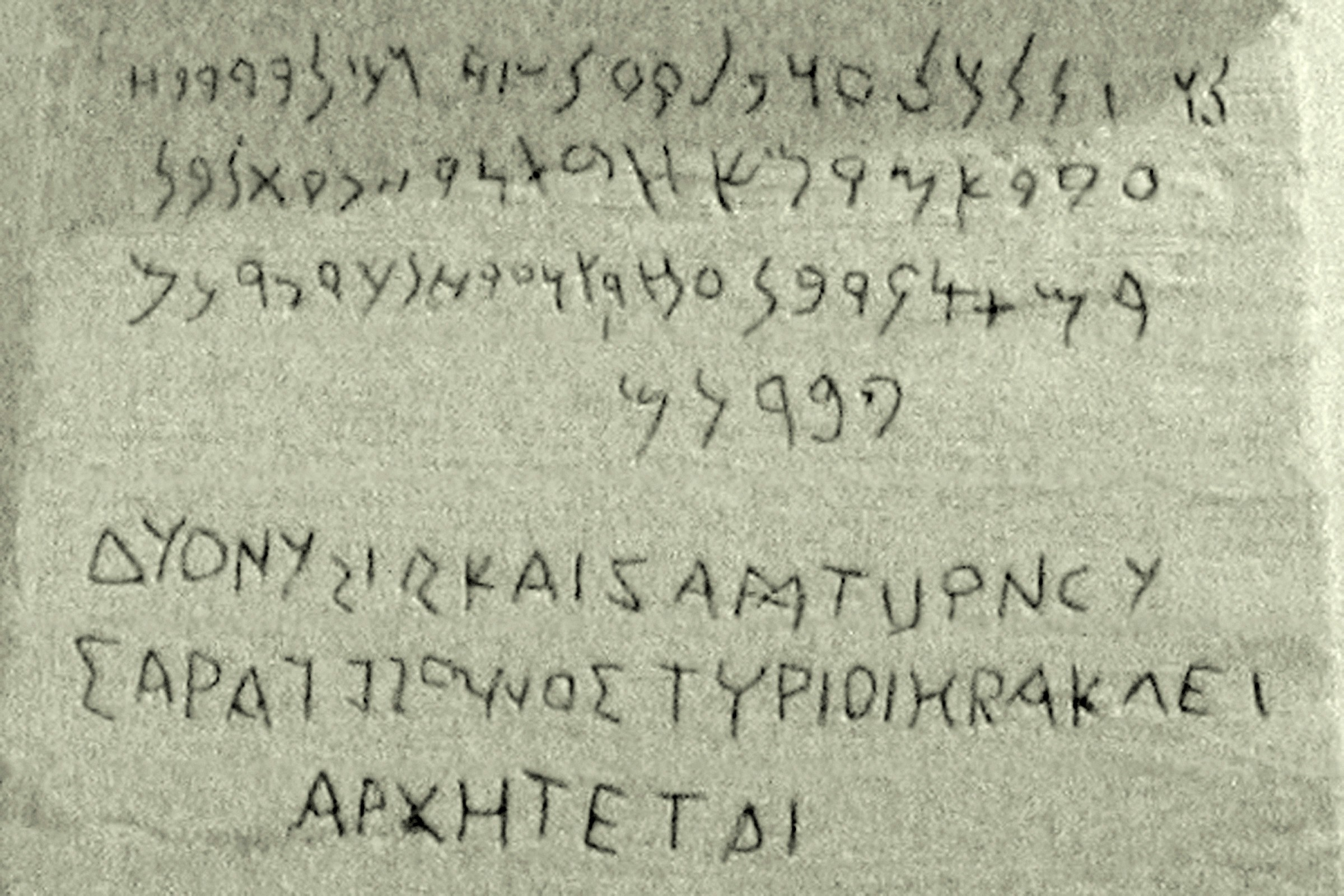
Inscription bilingue phénicien/grec qui permit, en 1758, à un archéologue français, l'abbé Jean-Jacques Barthélemy, de déchiffrer l'alphabet phénicien.

Des Grecs s'installent également du VIIe au Ve siècle av. J.-C. et partagent apparemment pacifiquement les îles avec les Phéniciens. Cela implique que la langue grecque était alors utilisée dans les îles parallèlement au phénicien. C'est à Malte que sont retrouvées au XVIIe siècle deux cippes, datées du IIe siècle, dédiées au dieu Melkart, seigneur de Tyr, sur lesquelles une inscription bilingue phénicien/grec permit en 1758 à un archéologue français, l'abbé Jean-Jacques Barthélemy, de déchiffrer l'alphabet phénicien,. Il est couramment admis que le nom de Malte vienne du grec meli (« miel ») ou melita (« abeille ») ; Melita est d'ailleurs le nom par lequel est encore souvent appelée Malte aux XIXe et XXe siècles.
Avec le déclin de la Phénicie sous les coups de boutoir des Assyriens et des Babyloniens, les îles maltaises passent sous le contrôle de Carthage en 480 av. J.-C. C'est une colonie précieuse dans la lutte que les Carthaginois mènent contre les Grecs et ensuite contre les Romains. C'est en 218 av. J.-C. que l'archipel est conquis avec la complicité des Maltais par le consul Tiberius Sempronius Longus. Les îles passent pour plusieurs siècles sous le contrôle des Romains qui reconnaissent les Maltais pour « socii » (alliés) du peuple romain. Les archéologues qui ont étudié les sites puniques et romains de l'archipel notent tous une persistance de la culture punique. Aucun texte, par contre, ne permet de connaître l'influence ou la persistance d'une langue sémitique phénico-punique.
Mais les Maltais, en finissant par adopter le mode de vie et la culture de Rome, se mettent à la pratique de la langue des Romains, c'est-à-dire le latin. C'est pendant cette période que la culture maltaise va acquérir un de ses traits caractéristiques. La tradition évangélique veut que le naufrage, en 58 ou 60 à Malte, de l'apôtre Paul de Tarse en compagnie de l'évangéliste Luc entraîne la conversion du procureur romain Publius, premier évêque de Malte et futur évêque d'Athènes, comme celle des Maltais, à la religion chrétienne,. Le profil culturel de la population maltaise est difficile à cerner, des inscriptions en grec, en latin mais aussi dans un dialecte punique ne permettent pas de trancher en faveur d'une langue plutôt qu'une autre pour toute cette période.
Malte subira toutes les vicissitudes de la République romaine à l'Empire : l'occupation des Barbares, probablement vers 445 pour les Vandales, et vers 477 pour les Ostrogoths ; mais, quand la Sicile est reprise au sein de l'Empire romain d'Orient en 535 à la suite de l'action de Bélisaire, les îles de Malte et Gozo sont incorporées à l'empire, et le resteront jusqu'à la conquête arabe qui marque le début du Moyen Âge et d'une autre histoire,.

#### Moyen Âge

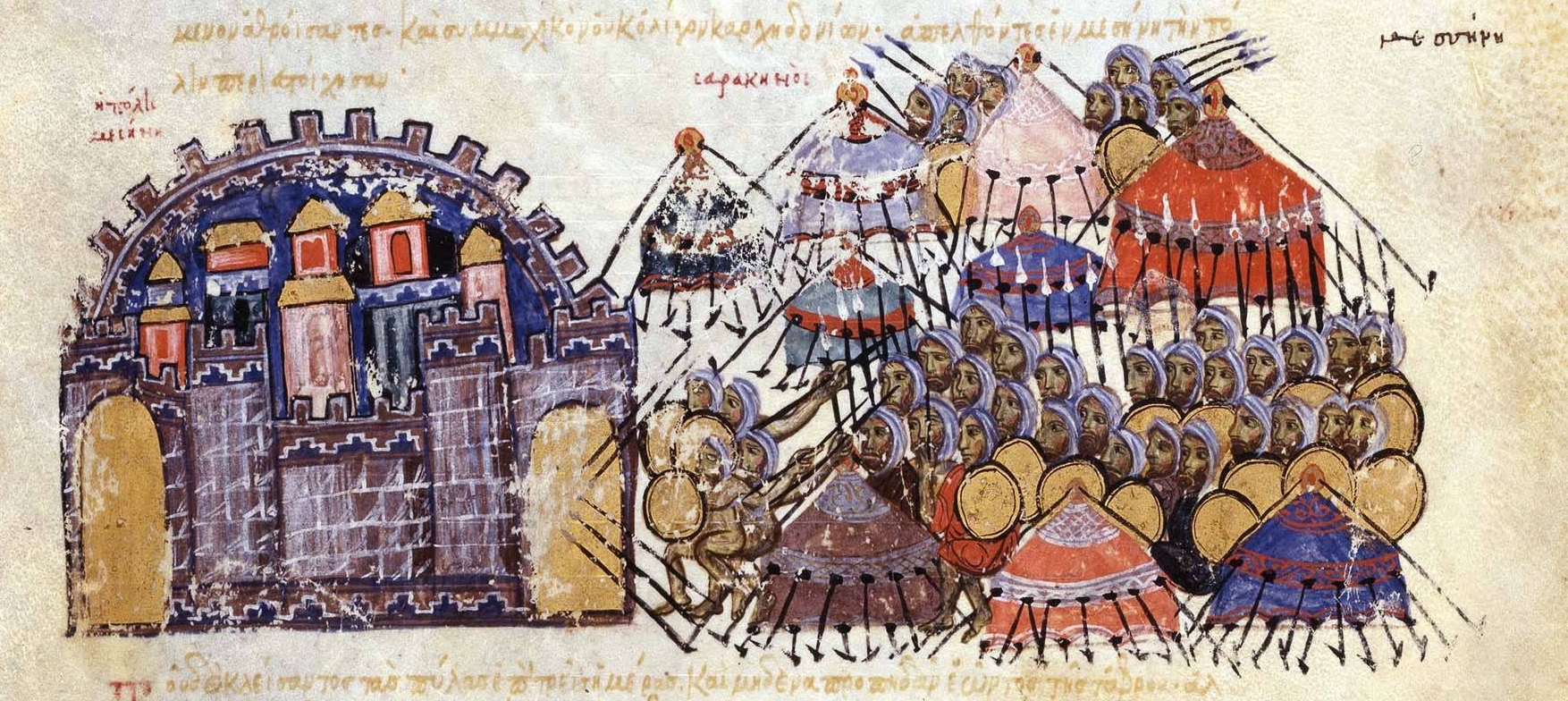
Le siège de Messine en 1040.

Les historiens disposent de peu de documents relatant la conquête de la Sicile, et, de même, la prise de Malte est faiblement et diversement documentée ; les sources sont principalement en langue arabe et aucune source nouvelle n'est connue depuis 1975. Les études archéologiques ont mis en évidence deux phénomènes : un enrichissement et un développement du commerce byzantin mais aussi une mise en défense du site de L-Imdina parallèlement à la montée en puissance musulmane. La ville-forteresse de L-Imdina est prise le 28 août 870, et démolie, la population est très certainement emmenée en esclavage, « après (la conquête) de l'île, Malte est resté une ruine inhabitée, ». Les historiens discutent toujours de ce fait, mais ce qui est certain c'est que l'île connaît un apport de populations nouvelles d'origines arabo-berbères et de leurs esclaves à partir de 440 de l'Hégire (1048-1049),. À cette date, lors d'une action des Byzantins sur Malte, les musulmans proposent de libérer les esclaves et de partager leurs biens avec eux s'ils consentent à prendre les armes à leur côté pour contrer l'attaque, ce qui est effectivement fait. Après la défaite byzantine, les musulmans autorisent même des mariages mixtes et la création de raħal, domaine terrien en pleine propriété ; c'est à la suite de cette action que se met en place la deuxième vague de colonisation. L'enregistrement au XVe siècle de ces raħal donne une liste de noms incontestablement arabes, démontrant l'utilisation courante d'un parler arabe. Un problème reste posé aux linguistes : toute la toponymie maltaise, à l'exception remarquable du nom des îles de Malte et de Gozo, est d'origine arabe. Or, le remplacement d'une langue par une autre n'a jamais, dans aucun pays, effacé la totalité des anciennes toponymies. Ainsi le latin n'a pas effacé la toponymie celte, alors qu'à Malte, l'arabe a effacé la toponymie punique, grecque ou latine.

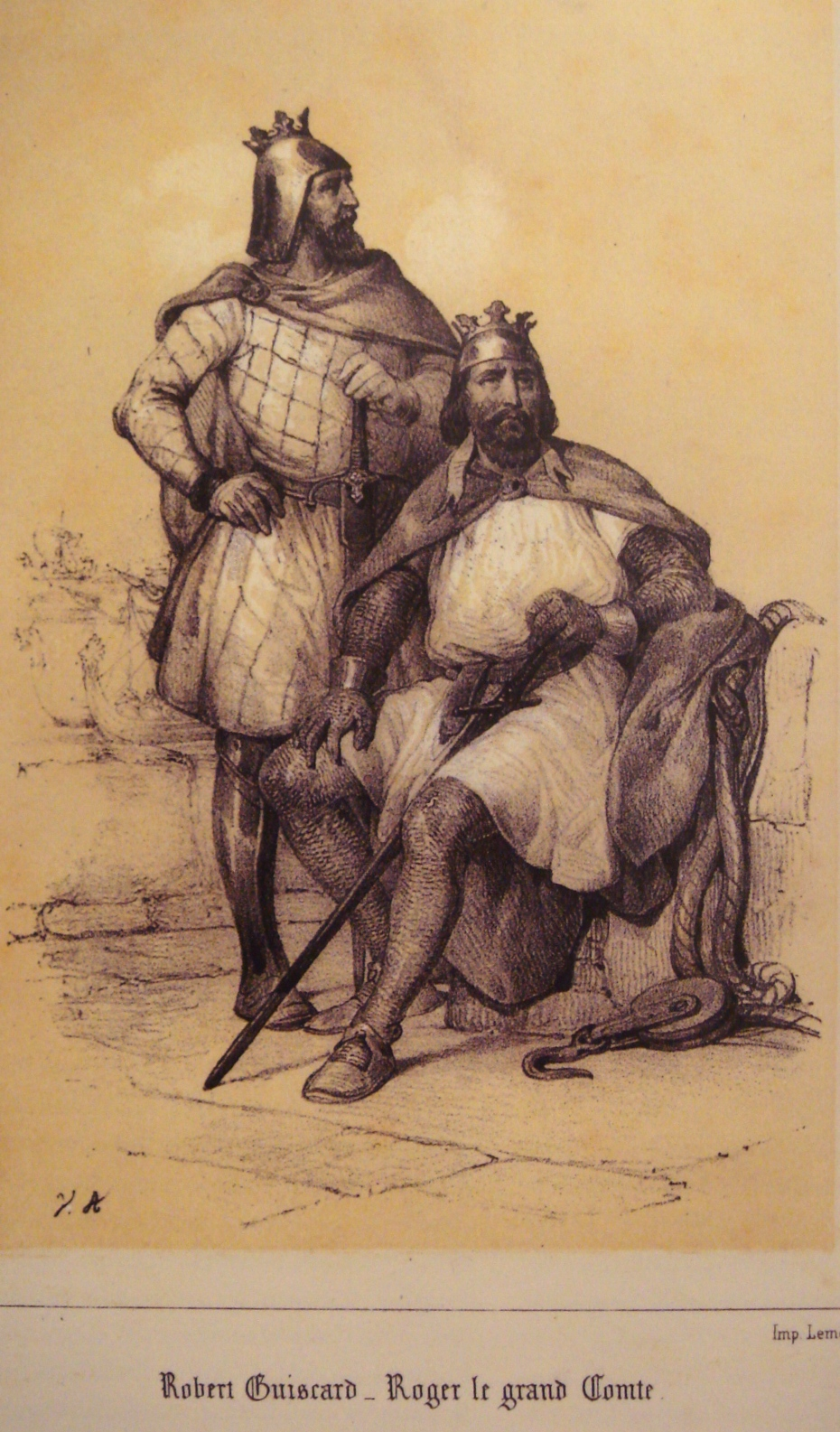
Robert Guiscard et son frère Roger conquérants de la Sicile, illustration du XIXe siècle.

L'occupation aghlabide puis, en 921, fatimide de Malte dure jusqu'à la conquête normande en 1091, soit plus de deux siècles. Dans les faits, cette conquête ne change pas grand-chose dans l'archipel. Les Normands s'installent en Sicile et gèrent Malte à distance par l'intermédiaire de leurs barons. Le pacte normand conclu avec les arabo-musulmans sur place leur permet de demeurer dans l'archipel. Les îles maltaises continuent ainsi à pratiquer l'arabe maltais, ce dialecte arabe, qui va évoluer indépendamment de sa langue mère. C'est la seule explication plausible pour justifier la permanence de la langue arabe à Malte alors qu'elle disparaît rapidement de Sicile pendant le règne des Normands. Un recensement de 1240, soit cent cinquante ans après la conquête normande, réalisé par un prêtre, l'abbé Gilbert, décompte environ 9 000 habitants à Malte et à Gozo, dont 771 familles musulmanes, 250 familles chrétiennes (chiffre rond très certainement arrondi à la hausse et comprenant les musulmans convertis) et 33 familles juives. Apparemment tous vivent en bonne intelligence. Des poètes maltais de cette époque, Abd ar-Rahmâm ibn Ramadân, Abd Allâh ibn as-Samanti, Utman Ibn Ar-Rahman, surnommé As-Susi ou Abu Al Qasim Ibn Ramdan Al Maliti écrivent en arabe. Finalement, entre 1240 et 1250, Frédéric II du Saint-Empire expulse les musulmans, même si beaucoup se convertissent pour rester dans les îles. Leur présence durant quatre siècles a permis de poser les bases de la langue maltaise.
Entre-temps, les Normands laissent la place aux Hohenstaufen en 1194, suivis par la maison d'Anjou en 1266. Les Vêpres siciliennes, en 1282, chassent les Angevins auxquels succèdent les rois d'Aragon, sans que cela change grand-chose dans l'archipel si ce n'est de renforcer les liens avec la Sicile. C'est Charles Quint qui clôture le Moyen Âge maltais en donnant Malte, en 1530, à l'ordre de Saint-Jean de Jérusalem.

#### Périodes moderne et contemporaine
Charles Quint va donner en toute souveraineté les îles de Malte aux Hospitaliers de l'ordre de Saint-Jean de Jérusalem, chassés de Rhodes par Soliman le Magnifique le 1er janvier 1523. Cet ordre regroupe des chevaliers de toute l'Europe en une organisation par langues (huit). Il s'agit à ce moment-là, d'un regroupement par pays d'origine et non par langue parlée. Les grands maîtres de l'Ordre sont majoritairement français et espagnols, mais si la langue utilisée par l'ordre était le français à Rhodes, elle deviendra l'italien, une fois les Hospitaliers installés dans les îles maltaises. Pendant cette période, ces derniers, s'ils utilisent leur langue natale, parlent entre eux l'italien toscan, comme les grands maîtres qui ont adopté cette langue comme langue de communication, une langue officielle en quelque sorte. Si la population maltaise communique grâce au maltais, les élites maltaises vont acquérir, pour ceux qui ne la pratiquaient pas encore, le toscan, lequel va peu à peu remplacer le sicilien, qui est la seule langue écrite sur les îles. Les Hospitaliers de l'Ordre, hommes cultivés s'il en est, ont aussi laissé leur marque dans le vocabulaire maltais. L'Ordre sera chassé de Malte, en 1798, par Bonaparte, sur le chemin de l'Égypte, qui prendra possession des îles au nom de la France.
Les Français resteront à Malte deux ans seulement, chassés par les Anglais appelés à l'aide par les Maltais. Ce n'est pas cette période de deux ans qui suffit à expliquer l'incorporation de mots français dans le vocabulaire maltais. En fait, au XVIIIe siècle, du temps de l'ordre de Saint-Jean de Jérusalem, les bâtiments de commerce de la flotte française étaient les plus nombreux à relâcher dans le port de La Valette. La France était le premier pays d'échanges commerciaux avec Malte et cette longue fréquentation des marins français explique mieux ces emprunts. Beaucoup de ces marins communiquaient aussi par l'intermédiaire de la lingua franca, sorte de pidgin de la Méditerranée.
Les Anglais prennent possession de Malte en 1800, une situation qui sera officialisée par le traité de Paris de 1814. L'administration coloniale britannique va gouverner l'archipel jusqu'à l'indépendance du 21 septembre 1964. L'État maltais devient alors partie intégrante du Commonwealth, jusqu'à la proclamation de la République le 13 décembre 1974.
Pendant un siècle et demi, le colonisateur, en développant économiquement les îles et en généralisant l'instruction publique, a réussi à imposer sa langue au point de faire de l'anglais la langue officielle au côté du maltais, mais au prix d'une « guerre linguistique » contre l'italien.

### Histoire de la langue maltaise

#### Maltais parlé
L'histoire de la langue maltaise commence par des interrogations auxquelles les historiens et les linguistes ne peuvent répondre en l'état actuel des connaissances. L'archipel a parlé très certainement une langue ou un dialecte phénicien pendant cinq siècles et punique pendant deux siècles, peut être trois, conjointement avec le grec ancien pendant au moins deux siècles et peut-être avec le latin pendant huit siècles. Toute la population ne parlait certainement pas la même langue au même moment, et il faudrait distinguer entre les occupations sociales ou économiques, ce que les sources ne permettent pas.
En 220 ans d'occupation, suivi d'un siècle et demi d'une pratique au minimum tolérée, les occupants Arabes ont réussi à donner naissance à un dialecte arabe, l'arabe maltais, ancêtre du maltais moderne, comme d'ailleurs en Sicile avec l'arabe sicilien. À la différence de la Sicile, qui abandonne le dialecte arabe de l'ancien occupant pour retrouver les racines latines de ce qui est le sicilien, les Maltais vont faire vivre leur dialecte sur leur archipel à l'écart de sa langue mère ou des autres dialectes ifrikiyens. On peut penser que la longue pratique phénico-punique de langues ou de dialectes sémitiques prédisposait la population à l'adoption de l'arabe.

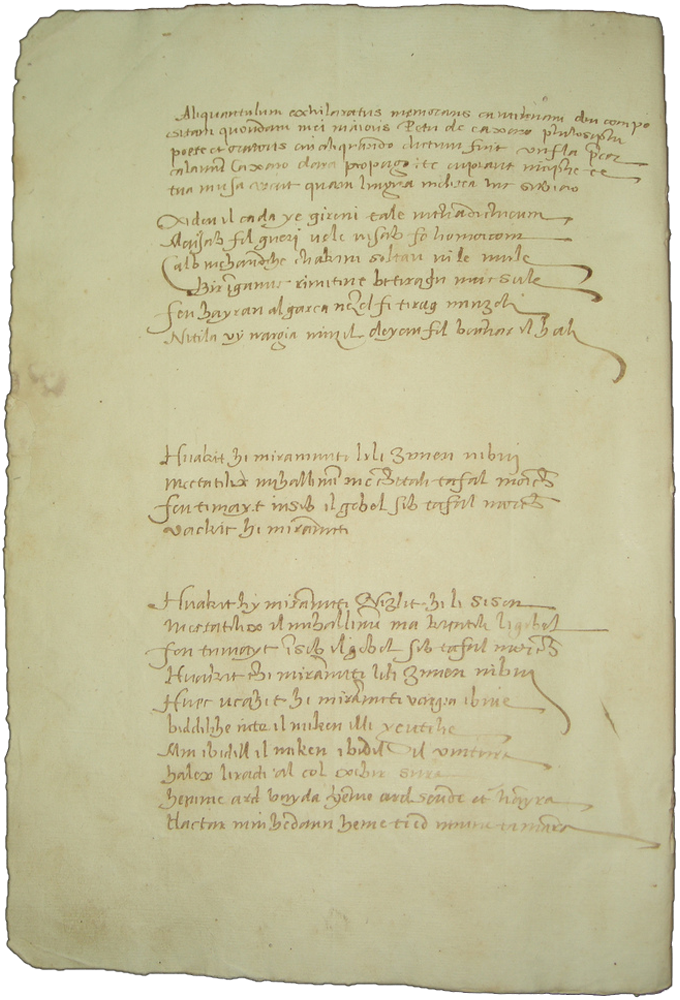
Il-Kantilena, le plus vieux texte écrit en maltais ancien, XVe siècle.

Les occupants postérieurs aux Arabes, soit ne furent pas suffisamment nombreux pour ne pas être intégrés, il n'y avait alors que trois villages, L-Imdina, la capitale, Borgo, le port de commerce, sur l'île de Malte et Rabat sur celle de Gozo, soit n'échangeaient pas suffisamment avec la population maltaise pour rendre possible l'adoption d'une autre langue, leur statut seigneurial limitant les échanges. En deux cent cinquante ans de domination espagnole, un seul souverain est venu à Malte et les comtes n'y résidaient que rarement. Par contre sa destinée liée à la Sicile a favorisé l'intégration d'un vocabulaire sicilien nombreux en même temps que les immigrés. Comme en 1223, quand l'ensemble de la population du village de Celano dans les Abruzzes est déporté à Malte par Frédéric II du Saint-Empire, le comte Thomas s'étant révolté contre son souverain,.
Pendant la période normande, il a existé à Malte et en Sicile une vie culturelle qui s'exprime en siculo-arabe et s'écrit à l'aide de l'alphabet arabe. Ensuite, la population maltaise, peu nombreuse, d'un peu plus de 30 000 habitants vers 1430,, se contente d'une pratique orale du maltais ancien, l'écriture se faisant en d'autres langues, principalement en sicilien. Les plus anciens documents utilisant la langue maltaise ou parlant de celle-ci datent du XVe siècle et se retrouvent dans des archives notariales. Il est possible de faire état des registres d'un notaire du nom de A. de Manuele, datant de 1426, dans lesquels le maltais est appelé lingwa arabica et c'est dans un testament, datant de 1436 d'un certain Paul Peregrino, que le maltais est appelé pour la première fois par son nom de lingwa maltensi.
En 1966, deux chercheurs, le professeur Godfrey Wettinger et le père Michael Fsadni, ont retrouvé ce qui est à ce jour la première trace écrite de la langue maltaise, un poème attribué à Pietru Caxaro (1410-1485). Il-Kantilena (Xidew il-Qada en maltais), est écrit en maltais ancien à la dernière page d'un registre notarial. Cette cantilène de vingt vers est précédée de cinq lignes de présentation en sicilien écrites entre 1533 et 1563 par Brandano, le notaire neveu de Caxaro. En fait il était de pratique courante pour les notaires de cette époque de rédiger en sicilien leurs actes, dans lesquels ils incorporaient, suivant des graphies diverses, les noms de personnes ou de lieux. De très nombreux exemples ont été retrouvés dans les papiers du notaire Giacomo Zabbara datant de 1486-1501.
Le 1er janvier 1523, Les Hospitaliers et les chevaliers de Rhodes de l'ordre de Saint-Jean de Jérusalem sont chassés de l'île de Rhodes par Soliman. Pour eux, commence une longue errance de sept ans. Le pape Clément VII va intervenir auprès de Charles Quint pour que celui-ci leur trouve un territoire de remplacement. Assez rapidement les îles maltaises sont envisagées et le grand-maître Philippe de Villiers de L'Isle-Adam envoie une mission d'information dans ces îles. Les huit commissaires, un de chaque langue hospitalière, après une inspection en 1524, remettent un rapport défavorable au grand-maître,. C'est dans ce rapport que les commissaires qualifièrent le maltais de lingua moreska. En 1636, lors d'un voyage à Malte, l'encyclopédiste Athanasius Kircher décrit des Maltais qui pour lui sortent de l'ordinaire. Une population de 117 personnes, composée de 27 familles, vit en autarcie sur le site de Ghar il-Kbir (« grande grotte » en maltais), éloignée des Maltais, volontairement retirée de tout. Chaque famille possède une grotte avec un endroit pour dormir, un autre pour les provisions, un autre encore pour les animaux. Cette population, remarque Athanasius Kircher, parle une langue sémitique particulièrement pure (sans apport d'italien), au point qu'elle peut comprendre des moines maronites venus lui rendre visite.
En quatre siècles, entre 1426 avec les documents du notaire de Manuel, et 1829, la publication de Antoine-Isaac Silvestre de Sacy dans le Journal des savants, le maltais a eu toutes sortes de qualification et des racines de tous ordres ont été énoncés. Les études depuis de Sacy confirment la filiation directe du maltais moderne à l'arabe d'Ifriqiya par l'intermédiaire de l'arabe maltais.

##### Racines linguistiques
La recherche des racines de la langue-mère du maltais, a toujours été sujet, avant les progrès décisifs de la linguistique, à de nombreuses supputations. Sont regroupées ci-dessous toutes les attributions de filiation que L-Akkademja tal-Malti (Académie maltaise) énumère :
- langue arabe en 1426 pour A. de Manuele, en 1582 pour Giovanbattista Leoni, en 1585 pour Samuel Kiechel, en 1588 pour Michael Heberer von Bretten, en 1636 pour Athanasius Kircher ;
- langue maltaise en 1436 pour Paul Peregrino ou en 1533 pour Brandano ;
- langue mauresque en 1524 pour les Hospitaliers ou en 1575 pour André Thevet ;
- langue africaine en 1536 pour Jean Quintin d'Autun, en 1544 pour Sebastian Münster, en 1567 pour Giovanni Antonio Viperano ;
- langue sarrasine en 1558 pour Tommaso Fazello ;
- langue phénicienne en 1565 pour Gian Battista Tebaldi ou en 1809 pour Johann Joachim Bellermann ;
- langue carthaginoise en 1572 pour Tommaso Porcacchi ou en 1594 pour Giacomo Bosio, réfutée en 1660 par Burchardus Niderstedt ;
- corruption grossière de langue arabe en 1615 pour Pierre D'Avity ou en 1690 pour le sieur du Mont ;
- mélange barbare de langues mauresque et arabe en 1632 pour Johann Friedrich Breithaupt ;
- langue maure ou arabe en 1664 pour Sir Philip Skippon ;
- dialecte arabe en 1668 pour Olfert Dapper ;
- mélange d'arabe et d'italien en 1694 pour Anselmo Pajoli ;
- langue maure de Fès en 1700 pour John Dryden ;
- langue punique en 1718 pour Johannes Heinrich Maius, en 1750 pour Gian de Soldanis, en 1777 pour Jakob Jonas Bjoernstah ou en 1791 pour Mikiel Anton Vassalli ;
- patois arabe en 1804 pour Louis de Boisgelin ;
- langue punique et arabe en 1810 pour Wilhelm Gesenius.

En quatre siècles, toutes les origines, toutes les similitudes avec d'autres langues furent trouvées à la langue maltaise. C'est Antoine-Isaac Silvestre de Sacy qui clôt le débat en 1829 en démontrant dans le Journal des savants la filiation du maltais à l'arabe.

##### Première dispute philologique
Historiquement, la première dispute linguistique au sujet de la langue maltaise porte sur sa filiation à sa langue-mère, globalement deux grandes théories s'affrontent : le maltais est-il d'origine punique ou arabe ? Il existe au moins un point commun à ces deux théories : la langue maltaise est bien une langue sémitique.
Hormis les écrivains-voyageurs qui, ici ou là, en fonction de leurs curiosités, ont écrit sur la langue maltaise, il faut attendre 1718 pour qu'un Allemand, le professeur Johannes Heinrich Maius publie Specimen Lingua Punicae in hodierna Melitensium superstitis (Échantillon de langue punique dans sa survivance maltaise) dans laquelle il tente de montrer, pour la première fois, des affinités entre la langue maltaise et la langue punique. Le premier maltais à étudier sa langue et à la déclarer d'origine punique est le chanoine Gian Pietro Francesco Agius de Soldanis qui, entre 1750 et 1759, publie plusieurs volumes écrits en maltais ou en italien. La grande notoriété qu'acquerra Soldanis à Malte biaisera longtemps les études ultérieures,, malgré la dénonciation de cette théorie, dans la seconde partie des années 1750, par le comte maltais Giovanni Antonio Ciantar (1696-1778), dans un travail académique jamais publié De Punica Melitensium Lingua (De la langue maltaise dite punique). De nouveau, en 1809, Johann Joachim Bellermann soutient dans Phoeniciae linguae vestigiorum in Melitensi specimen (Échantillon des vestiges de la langue punique dans le Maltais) la théorie d'une origine punique. Ce qui est aussitôt démenti par l'orientaliste connu Wilhelm Gesenius dans Versuch über die Sprache Maltesische (Essai sur la langue maltaise), ouvrage où il souligne une grande similitude entre le maltais et l'arabe.
Dès 1791, les travaux d'un patriote longtemps exilé de Malte, Mikiel Anton Vassalli, appelé plus tard « le père de la langue maltaise », relient la langue maltaise à des racines phénico-puniques. Ses positions vont prendre d'autant plus de poids, que Vassalli est le premier titulaire de la chaire de langues maltaise et orientales de l'université de Malte, chaire spécialement créée pour lui en 1825. En 1829, dans le Journal des Sçavans, le célèbre linguiste français Antoine-Isaac Silvestre de Sacy, tout en reconnaissant l'importance des travaux de Vassalli, le contredit néanmoins en démontrant les racines arabes du maltais. C'est en 1839, la même année que le gouvernement colonial promulgue la liberté de la presse, que Don Salvatore Cumbo commence à publier le magazine Il-Filologo Maltese (Le philologue maltais) entièrement consacré à l'étude du maltais. C'est dans cette revue que se trouvent compilés, numéro après numéro, sous forme d'inventaire, les mots maltais, hébreux, araméens et arabes dans le but de mettre en évidence les similitudes qui peuvent exister entre ces langues toutes sémitiques. En ce début du XIXe siècle les positions sont relativement bien tranchées d'un côté quelques rares linguistes, généralement maltais, qui soutiennent encore une origine punique pour le maltais, de l'autre les philologues européens qui reconnaissent à la langue maltaise des origines arabes. Cette situation va se cristalliser à la fin du XIXe siècle et dans la première moitié du XXe siècle autour d'arguments plus religieux que linguistiques.
L'italien est la langue de culture des Maltais mais aussi avec le latin la langue de l'église maltaise. La langue de l'administration coloniale et de l'armée, même quand elle enrôle des Maltais dès 1840, est naturellement l'anglais. Le maltais n'est que la langue du peuple, agriculteurs et ouvriers. L'administration, par touches successives, essaye de remplacer partout où elle le peut l'italien par l'anglais ou même par le maltais et cela, entre autres, dans l'enseignement (cf. ci-dessous). Elle trouve un allié de choix dans les églises protestantes et anglicanes qui pensent toucher plus facilement les familles en faisant une propagande en maltais. L'église catholique est atteinte sur deux plans, elle doit faire face à un prosélytisme protestant et au développement des écoles publiques. Elle devient très sensible aux problèmes linguistiques. Elle se mobilise, par exemple en 1847, quand un prêtre catholique converti au protestantisme anglican, Michelangelo Camilleri, crée une association Society for Promoting Christian Knowledge (« Société pour la promotion de la connaissance chrétienne ») et traduit en maltais avec l'alphabet de Vassalli le Nouveau Testament. Dans ce contexte, tous les arguments sont bons, même les plus mauvais, et une partie des catholiques maltais refuse le lien que leur langue pourrait avoir avec les musulmans. Beaucoup s'échineront, et certains s'échinent encore, à vouloir démontrer la filiation phénicienne ou/et punique plus « acceptable » à leurs yeux. Ce problème aura comme conséquence, une radicalisation des linguistes et des auteurs maltais qui vont vouloir expurger du maltais toutes ses acquisitions « romanes » (pour éviter italiennes) en adoptant une volonté puriste qualifiée de « sémitisante » (pour éviter arabisante) dans leurs tentatives de grammaires. Cela se retrouve encore aujourd'hui, presque 90 ans après l'officialisation et la publication, en 1924, de Tagħrif fuq il-Kitba Maltija (Information sur l'écriture du maltais), dans les règles d'écriture du maltais ou encore dans cette volonté de la population maltaise de dire, à défaut de croire, que le maltais à des racines phénico-puniques et non arabes,.

#### Maltais écrit
Si le maltais ancien s'écrivait, aux XIe et XIIe siècles, à l'aide de l'alphabet arabe, comme le montrent les poètes maltais de cette période, à l'image de Abd ar-Rahmâm ibn Ramadân, la dichotomie qui s'opère dans la société maltaise au cours des siècles suivants lui fait perdre toutes les caractéristiques d'une langue écrite. En effet, dans le même temps où s'installe la féodalité, l'aristocratie utilise le sicilien et la population servile ou laborieuse le maltais, l'une se cultivant, l'autre s'analphabétisant. Il faut attendre la création d'une bourgeoisie commerciale et l'ouverture aux lumières d'une partie de l'élite maltaise, tenue à l'écart par l'ordre de Saint-Jean de Jérusalem, pour que naisse l'idée de nation dont fait partie la langue. Le meilleur exemple de ce mouvement est donné par le patriote Mikiel Anton Vassalli, qui s'oppose aux Hospitaliers, accueille favorablement les Français puis s'oppose de nouveau aux Anglais, et passe de longues années en exil en Italie puis en France avant de revenir à Malte, d'obtenir la première chaire de maltais et d'arabe à l'université de Malte et d'être enfin distingué comme le « père de la langue maltaise ». La volonté de certains Maltais de faire accéder leur langue maternelle à une reconnaissance sociale est d'abord animée par les idées romantiques et les idéaux de la Révolution française. Encore fallait-il pour cela que le maltais puisse s'écrire avant de devenir une langue littéraire. Et pour s'écrire il y avait un préalable, l'existence d'un alphabet. La longue maturation de celui-ci, presque deux siècles, entre 1750 et 1929, démontre toute la difficulté de l'entreprise : depuis la première proposition de Gian Pietro Francesco Agius de Soldanis en 1750, à celle de Stefano Zerafa en 1827, en passant par les multiples alphabets de Mikiel Anton Vassalli entre 1790 et 1827, pour aboutir en 1921 à l'alphabet de la Għaqda tal-Kittieba tal-Malti (Association des écrivains maltais), le chemin fut long.

##### Grammaires maltaises
Parallèlement à un alphabet, il faut aussi une grammaire pour fixer l'orthographe. Le premier à s'y intéresser et à poser les bases d'une grammaire est de Soldanis qui écrit en 1750 Descrizione della Lingua Punica (Description de la langue punique) et Nuova Scuola di Grammatica (Nouveau Cours de grammaire). Entre 1755 et 1759, il va publier deux autres études, l'une en 4 volumes écrite en maltais Damma tal-Kliem Kartaġiniż Imxerred fil-Fomm tal-Maltin u l-Għawdxin (Compilation des mots carthaginois utilisés à l'oral à Malte et à Gozo) et l'autre en italien Nuova Scuola dell'antica lingua Punica scoperta nel moderno parlare Maltese e Gozitano (Nouvelle étude de l'antique langue punique découverte dans le parler moderne du maltais et de gozitain). De Soldanis cite deux de ses prédécesseurs dont les textes sont perdus : Fra Domenico Sciberras, évêque d'Épiphanie de Cilicie et le chevalier de Malte De Tournon. C'est pendant son exil à Rome en 1791 que Vassalli publie sa première grammaire Mylsen - Phoenico-Punicum sive Grammatica Melitensis (Mylsen - Le phénico-punique ou la grammaire maltaise) qu'il complétera lors d'autres publication, comme, en 1796, dans Lexikon (Lexique). C'est surtout par son travail universitaire, à partir de 1825, après son retour d'exil de France, que Vassalli laisse son empreinte sur la langue avec, en 1827, Grammatica della lingua Maltese (Grammaire de la langue maltaise).
En 1831, Francesco Vella publie, pour la première fois à Malte, une grammaire maltaise en anglais pour les Anglais, Maltese Grammar for the Use of the English (Grammaire maltaise à l'usage de l'anglais). Le chanoine Fortunato Panzavecchia publie en 1845 une grammaire fortement inspirée de celle de Vassalli Grammatica della Lingua Maltese (Grammaire de la langue maltaise). Le consul Vassily Basil Roudanovsky, en poste à Malte, publie en 1910 A Maltese Pocket Grammar (Une grammaire maltaise de poche).
Dès sa création en 1920, la Għaqda tal-Kittieba tal-Malti (Association des écrivains maltais) se met au travail. Elle propose un alphabet en 1921, puis, en 1924 une grammaire et des règles d'orthographe :Tagħrif fuq il-Kitba Maltija (Information sur l'écriture du maltais), principalement rédigées par Ninu Cremona et Ġanni Vassalo. Parallèlement à ses travaux avec l'Association, Ninu Cremona fait paraître en anglais sa propre grammaire A Manual of Maltese Orthography and Grammar (Manuel d'orthographe et de grammaire maltais).
Le père jésuite Edmund Sutcliffe publie en 1936 A Grammar of the Maltese Language (Grammaire de la langue maltaise). Celle-ci est reconnue comme étant la meilleure grammaire maltaise jamais écrite par un non maltais. En 1960 et 1967, Henry Grech publie en maltais les deux volumes de Grammatika tal-Malti (Grammaire du maltais). Si une grammaire maltaise fait aujourd'hui référence, c'est celle de Albert Borg et Marie Azzopardi-Alexander éditée en 1997 sous le titre de Maltese, Descriptive Grammars.

##### Dictionnaires de maltais
Après l'alphabet et la grammaire, reste un dernier volet de la langue écrite, le vocabulaire, généralement regroupé dans un dictionnaire. Le premier à s'intéresser au vocabulaire maltais est l'allemand Hieronymus Megiser qui voyage à Malte en 1588 et 1589. Il recueille des mots maltais qu'il publie en 1603 avec leur traduction en allemand sous le nom de Thesaurus Polyglottus (Trésor polyglotte) puis dans Propugnaculum Europae (Rempart de l'Europe) en 1606. Une autre liste de 355 mots est publiée en 1664 avec le sens en anglais par un voyageur britannique sir Philip Skippon sous le titre de Account of a Journey Made Thro' Part of the Low Countries, Germany, Italy, and France (Récit de voyage fait d'une partie des foules des Pays-Bas, de l'Allemagne, de l'Italie et de la France). Dans une édition de 1677 de Notitia de vocaboli ecclesiastici (Avis de vocabulaire ecclésiastique) nommée Hierolexicon (Dictionnaire de Jérusalem), Domenico et Carlo Magri donnent l'étymologie de certains mots maltais.
Le premier dictionnaire de la langue maltaise est écrit par un chevalier de Malte français, François de Vion Thezan Cour en 1649. Ce dictionnaire n'est connu que par une édition moderne de 1992 de Arnold Cassola sous le nom de Regole per la Lingua Maltese (Règles pour la langue maltaise), et il comprenait en tête un certain nombre d'instructions pour les soldats de l'Ordre en italien et en maltais. Cassola va y joindre la première partie d'un dictionnaire (la deuxième est perdue) de mots maltais-italiens de père Pelaġju (Bartolomeo) Mifsud. Il sera suivi un siècle plus tard, entre 1755 et 1759, par celui de de Soldanis, Damma tal-Kliem Kartaġiniż Imxerred fil-Fomm tal-Maltin u l-Għawdxin (Compilation des mots carthaginois utilisés à l'oral à Malte et à Gozo) qui, comme son nom l'indique est plutôt une compilation qu'un dictionnaire. En fait le premier dictionnaire relativement complet, avec 18 000 mots de vocabulaire maltais, date de 1796, il est l'œuvre de Vassalli sous le titre de Lexicon Melitense-Latino-Italum (Dictionnaire maltais-latin-italien). Il faut remarquer que les premiers dictionnaires du vocabulaire maltais sont souvent, pour ne pas dire toujours, accompagnés du vocabulaire d'une autre langue. Un patriote comme Vassalli, qui se bat toute sa vie pour imposer la maltais, ne rechigne pas à mettre le vocabulaire maltais en parallèle avec l'italien. Cette caractéristique a perduré jusqu'à maintenant, où les dictionnaires de maltais sont bilingues, aujourd'hui maltais-anglais, les deux langues officielles de Malte.
Malte est devenue une possession anglaise en 1800, mais il faudra attendre 1843 pour qu'un premier dictionnaire Dizionario portatile delle lingue maltese, italiana e inglese (Dictionnaire portatif de la langue maltaise, italienne et anglaise) paraisse grâce au travail de Francesco Vella et 1845 pour celui de Giovanni Battista Falzon avec le Dizionario Maltese-Italiano-Inglese (Dictionnaire maltais-italien-anglais) qui sera réimprimé en 1882 avec un ajout grammatical. Ils seront suivis en 1856 du Piccolo Dizionario Maltese-Italiano-Inglese (Petit Dictionnaire de maltais-italien-anglais) du baron Vincenzo Azzopardi qui sera le premier dictionnaire à être introduit dans les écoles publiques. En 1885, c'est Salvatore Mamo qui publie English-Maltese Dictionary (Dictionnaire anglais-maltais). Pour l'anecdote, ce n'est qu'en 1859, dans le livre de recension de Cesare Vassallo, bibliothécaire à la Bibliothèque nationale de Malte : Catalogo dei Codici e Manoscritti inediti che si conservano nella pubblica biblioteca di Malta (Catalogue des codes et manuscrits inédits qui sont conservés à la Bibliothèque publique de Malte), qu'apparaît un Vocabolario Francese-Italiano-Maltese (Vocabulaire français-italien-maltais) à l'auteur inconnu.
Une première somme est tentée par E. Magro en 1906 avec la publication de English and Maltese Dictionary from A to L (Dictionnaire anglais et maltais de A à L) mais le deuxième tome n'a jamais paru. Puis en 1921 débute la publication du premier volume de Dizzjunarju Enċiklopediku mill-Ingliż għall-Malti u mill-Malti għall-Ingliż (Dictionnaire encyclopédique de l'anglais vers le maltais et du maltais vers l'anglais) de Vincenzo Busuttil et Tancred Borg. Un travail de douze années à raison d'un volume par an puisque le dernier et douzième volume paraît en 1932. En 1942, Erin Serracino-Inglott commence à rédiger son dictionnaire de maltais, mais le premier des dix volumes de sa somme Il-Miklem Malti (Les Mots maltais) ne paraît qu'en 1975 pour se terminer peu de temps avant sa mort en 1983. Sa succession sera prise par Ġużè Aquilina, deuxième détenteur de la chaire de langues maltaise et orientales à l'université de Malte de 1937 à 1976, 112 ans après Vassalli, qui publie de 1987 à 1999 le Maltese-English Dictionary (Dictionnaire maltais-anglais) en 2 volumes et 80 000 entrées et le English-Maltese Dictionary (Dictionnaire anglais-maltais) en 4 volumes et 120 000 entrées. C'est aujourd'hui un dictionnaire, dans son édition Concise Maltese-English-Maltese Dictionary (Dictionnaire concis maltais-anglais-maltais), les exemples d'utilisation et les citations ayant été omises, qui est peut-être le plus utilisé des dictionnaires maltais. Les puristes, cependant, lui reprochent de ne pas toujours suivre les règles de l'Académie maltaise.

##### Encyclopédies maltaises
Les encyclopédies utilisées à Malte sont toutes des encyclopédies de langue anglaise, il faut attendre 1989 pour que le Parti nationaliste crée une société d'édition PIN - Pubblikazzjonijiet Indipendenza (« Publications Indépendance ») et dix ans de plus, jusqu'en 1999, pour que la première encyclopédie maltaise en maltais voie le jour. La collection Kullana Kulturali (Collier culturel) est composée de volumes dont chacun traite d'un sujet spécifique. En 2006, l'encyclopédie est composée de 74 volumes.

#### Maltais littéraire
Comme déjà indiqué, le plus vieux document écrit en maltais, sous sa forme ancienne, est une cantilène de vingt vers il-Kantilena ; le plus vieux témoin est donc un témoin poétique. Ce document créé vers 1450, donne une bonne idée de ce que pouvait être le maltais parlé. Ce n'était pas qu'une langue fruste permettant seulement la communication utilitaire. En 1585, l'inquisiteur à Malte fait brûler des chants rédigés par un prêtre dominicain, Pasquale Vassallo, sous le prétexte de contenus par trop libertins.
C'est dans le livre Dell'Istoria della Sacra Religione et Illustrissima Militia di San Giovanni Gierosolimitano (De l'histoire de la Sacrée Religion et de Illustrissime Milice de Saint-Jean de Jérusalem) de Giacomo Bosio, historien de l'Ordre, que l'on peut trouver la première phrase écrite et imprimée en maltais ancien. Bosio rapporte les propos d'un vieux maltais qui disait lors de la pose de la première pierre de La Valette en 1566 : « Legi zimen en fel wardia col sceber raba iesue uquie », ce qui donne en maltais moderne : « Jiġi żmien li fil-Wardija kull xiber raba' jiswa uqija » (Est-ce le temps à Wardija où chaque pouce de terrain vaut une once).

##### Poésie maltaise
Après la cantilène du XVe siècle, les premiers poèmes que l'on connaisse en maltais datent de la fin du XVIIe siècle et du XVIIIe siècle. C'est en 1672 ou 1675, qu'il semble que Giovanni Francesco Bonamico ait traduit du français au maltais un poème Lill-Granmastru Cottoner (le grand-maître Cottoner). C'est en 1939, que Ninu Cremona publie, d'un auteur anonyme de Gozo, un poème datant de 1700 Jaħasra Mingħajr Ħtija (Pauvre garçon sans culpabilité) cité par Soldanis en 1750. En 1738, un poème anonyme contant l'assassinat d'un prêtre-enseignant du nom de Grimani est recueilli dans i-Stromati par Ignazio Saverino Misfud dont les manuscrits de ses sermons, datés entre 1739 et 1746, sont probablement les premiers textes en prose connus en maltais. Un poème, Fuqek Nitħaddet Malta (Le superviseur parle de Malte), anonyme aussi, raconte la révolte des esclaves de 1749. Ce n'est qu'en 1791 que sont publiés des poèmes en maltais. Il s'agit de trois courts textes attribués à l'abbé Gioacchino Navarro, recueillis par François-Emmanuel Guignard de Saint-Priest dans Malte par un voyageur français.

##### Littérature biblique
Le premier livre imprimé en maltais de l'histoire de l'édition est en fait bilingue puisqu'en regard du texte maltais, il comporte le texte italien. Il est imprimé à Rome en 1770 à la demande de l'évêque de Malte Paolo Alpheran de Bussan ; c'est donc un livre religieux, en fait un catéchisme Tagħlim Nisrani (Enseignement chrétien ou simplement Catéchisme). Il est la traduction de Dottrina Cristiana (Doctrine chrétienne) du cardinal Bellarmino fait par l'abbé Franġisk Wizzino. En 1780, paraît à la demande de l'évêque Vincenzo Labini, cette fois-ci entièrement en maltais, Kompendju tat-Tagħlim Nisrani (Condensé d'enseignement chrétien ou Catéchisme condensé). La production de littérature religieuse en maltais ne va plus cesser. En 1822, la Bible Society in Malta (La « société biblique de Malte ») est à l'origine de la traduction par Ġużeppi Marija Cannolo de Il-Vanġelu ta' San Ġwann (L'Évangile de saint-Jean), l'alphabet n'étant pas encore fixé, cet évangile est traduit avec un alphabet latin mélangé de lettres arabes. Cette même société édite, après la mort de Vassalli, ses traductions des Évangiles et des Actes des Apôtres. Comme déjà cité la Society for Promoting Christian Knowledge publie en 1847 Testment il-Ġdid (Nouveau Testament) du pasteur Michelangelo Camiller. En 1924, Ġużè Musact Azzopardi termine sa traduction des Évangiles et des Actes des Apôtres commencée en 1895 et, en 1929, débute la publication régulière des 72 livres de la Bible réalisée par Pietru Pawl Saydon à partir des textes grecs. Cette publication se termine trente ans plus tard en 1959. La Kummissjoni Liturġika tal-Provinċja Maltija (Commission liturgique de la province maltaise) commence en 1967 l'impression des textes de la liturgie maltaise pour terminer sa tâche en 1978 avec le Nouveau Testament. À la suite du concile Vatican II la Société biblique de Malte décide de faire une nouvelle traduction des textes bibliques dans une optique œcuménique. Enfin en 1984, elle en édite une autre d'après les sources, qui regroupe en un seul volume l'ensemble des textes bibliques. Ce travail se réalise sous la direction de Dun Karm Sant entouré de nombreux chercheurs. Don Ġorġ Preca crée, en 1907, la soċjetà tal-MUSEUM (société du MUSEUM) avec le but d'aider à la création d'un vocabulaire maltais permettant de traiter de tous sujets de nature théologique comme l'ascétisme, la morale ou encore la dogmatique.

##### Littérature maltaise

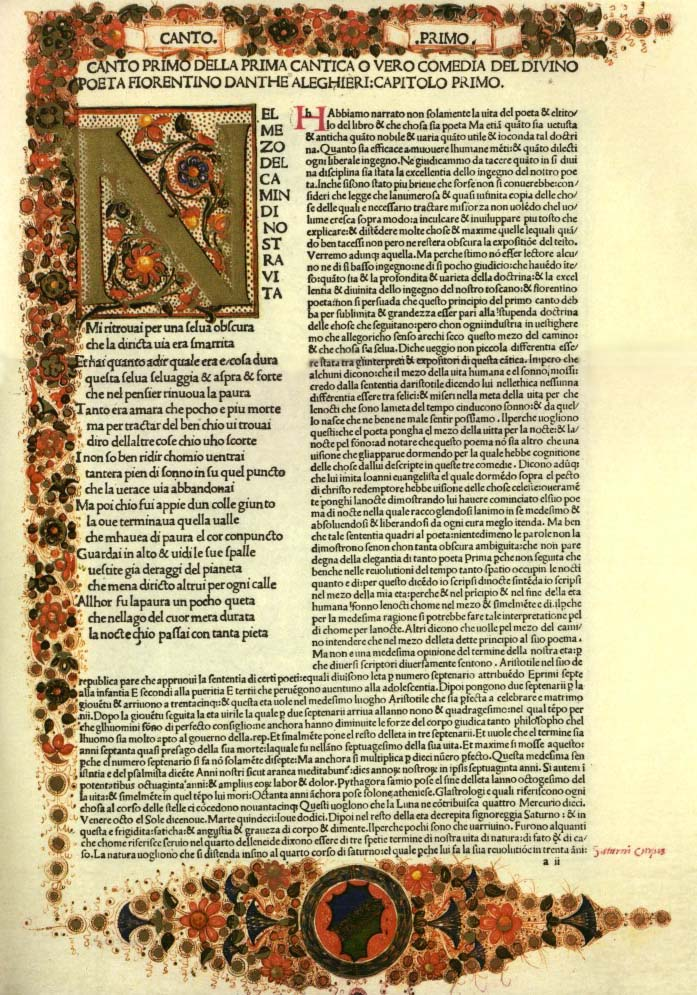
Première page d'une édition ancienne de la Divine Comédie.

La première œuvre de l'esprit purement littéraire écrite en maltais semble être un roman d'un professeur napolitain Giuseppe Folliero de Luna (grand-père maternel de Enrico Mizzi) Elvira jew Imħabba ta' Tirann (Elvira ou l'amour des Tyrans), dont la date de publication 1863 n'est pas assurée. Par contre la date de 1887 est certaine pour la publication du premier roman d'un genre littéraire historico-maltais particulier dû à la plume de Don Amabile Sisner, la série est nommée Ward Bla Xewk (Roses sans épine). Puis de 1901 à 1907, est publié un ensemble de contes X'Jgħid il-Malti (Que disent les Maltais) écrit par le père Manwel Magri dans une collection qui s'appellera Kotba tal-Mogħdija taż-Żmien (Livres au fil du temps) et qui durera jusqu'en 1915. C'est en 1909 que Ġużè Muscat Azzopardi publie son premier roman Nazju Ellul (Ignace Ellul). Il encourage Dun Karm Psaila à l'écriture en maltais et ce dernier fait un premier essai en 1912 avec Quddiem Xbieha tal-Madonna (Image du visage de la Madone). Ses premiers travaux seront édités en 1914 dans le numéro 140 de la série des Livres au fil du temps sous le titre L-Ewwel Ward (Premières Roses). En 1922, Dun Karn écrit les paroles de L-Innu Malti (Hymne maltais) qui deviendra l'hymne officiel de Malte. Dun Karm est appelé pour la première fois « poète national » par Laurent Ropa en 1935.
Parallèlement à l'écriture, la traduction en maltais des grandes œuvres littéraires débute en 1846 par une œuvre populaire puisqu'il s'agit du Robinson Crusoé de Daniel Defoe. La deuxième traduction littéraire est la Divina Commedia (la Divine Comédie) de Dante pour qui les Maltais ont une attention particulière. La première traduction date de 1905, elle est le résultat du travail de Alfredo Edoardo Borg. La deuxième traduction est l'œuvre de Erin Serracino-Inglott en 1959 et, en 1991, Alfred Palma donne en maltais une troisième traduction de la Comédie. Enfin on peut citer aussi Victor Xuereb, qui livre en 1989 une traduction de l'Odyssée d'Homère.
Le gouvernement colonial reconnaît la langue maltaise en 1934 et dans le même mouvement il prend des mesures pour développer son utilisation. En dehors des domaines qui sont normalement les siens, il lance en 1935 un concours de romans. En 1937 les résultats sont rendus publics et le lauréat se trouve être Ġużè Aquilina avec Taħt Tliet Saltniet (Sous trois règnes). En 1939, est remarqué pour la première fois par la critique littéraire maltaise un roman ; il s'agit de Alla taż-Żgħażagħ (La jeunesse de Dieu) de Karmenu Vassallo. Dans les années 1960, Joseph J. Camilleri était considéré comme meilleur écrivain maltais avec ce qui est cité comme son meilleur roman Aħna Sinjuri (Nous les Femmes) ou son recueil de poésie Kwartett (Quartet). Étaient alors aussi remarqués Victor Fenech, Daniel Massa ou Charles Vella pour la poésie moderne. C'est le moment, 1966, où commence une longue polémique dans la presse de l'époque entre les « modernes » et les « anciens » entretenue par le MQL - Moviment Qawmien Letterarju (Mouvement de renaissance littéraire) qui avait à sa tête Charles Coleiro et qui publiait une revue Polz (Impulsion). En 1974, le MQL lance le premier prix littéraire en collaboration avec la firme Rothmans, le prix est attribué à Frans Sammut pour son roman Samuraj (Samouraï). La même année est aussi créé le prix littéraire Phoenicia. Trevor Zahra avec Taħt il-Weraq tal-Palm (Sous les palmes) remporte le prix du Klabb Kotba Maltin (Club maltais du livre). En 1991, Joe Friggieri, avec L-Għerusija (Les fiançailles rompus), est lauréat du premier concours de nouvelles, fondé par la Għaqda Bibljotekarji (Association des bibliothécaires).

##### Théâtre maltais
Depuis la construction à La Valette en 1731, d'un théâtre commandé et financé personnellement par António Manoel de Vilhena, grand-maître des Hospitaliers, Malte a toujours disposé d'une scène. Du temps des Hospitaliers, c'étaient souvent les chevaliers qui montaient et jouaient des pièces classiques françaises ou italiennes. En 1843, il existe au moins un autre théâtre à Il-Birgu, le théâtre Vittoriosa. L'année 1866, est inaugurée à La Valette une nouvelle grande salle, le Royal Opera House (Opéra royal). Mais c'est dans le théâtre Manoel que se joue la première pièce écrite par un maltais en maltais(1836), Katarina, un drame écrit en vers par Luigi Rosato et publié en 1847. Plusieurs de ses autres œuvres sont produites dans ce théâtre les années suivantes. En 1913, Ninu Cremona écrit Il-Fidwa tal-Bdiewa (La rédemption des agriculteurs), cette pièce est considérée comme la première pièce du théâtre classique maltais. À partir de 1856, la Compagnia Filodrammatica Vittoriosa (Compagnie philo-dramatique de Vittoriosa) de Pietru Pawl Castagna est la première troupe à mettre à son répertoire les pièces en langue maltaise.
En 1946, Nikol Biancardi fonde Għaqda Maltija Bajda u Ħamra (« Association maltaise blanche et rouge ») et organise le premier « concours théâtral maltais » au Radio City Opera House (« Opéra Radio Cité ») de Il-Ħamrun. Après sa dissolution en 1950, Erin Serracino-Inglott crée KOPTEM - Kumitat Organizzatur Privat għat-Teatru Edukattiv Malti (« Comité privé d'organisation du théâtre éducatif maltais ») pour continuer l'organisation de concours théâtraux. Après la création de la Compagnia Filodrammatica Vittoriosa, cette même année voit trois nouvelles troupes théâtrales se monter : La Malta Drama League (« Ligue dramatique maltaise »), « Maleth » à l'instigation de Anthony (Nosì) Ghirlando et Drammatika Għaqda tal-Malti - Università (« Association dramatique maltaise - Université ») du professeur Ġużè Aquilina. En 1962, c'est le théâtre Manoel qui organise un concours théâtral et qui va révéler celui qui sera considéré comme le plus grand auteur dramatique maltais. Après une première apparition dans un concours théâtral, en 1950, avec Ċpar fix-Xemx (Brouillard dans le soleil), Francis Ebejer remporte le concours du théâtre Manoel avec sa pièces Vaganzi tas-Sajf (Vacances d'été). En 1966, il remporte les deux premières places de ce même concours avec Menz et Il-Ħadd fuq il-Bejt (Dimanche sur le toit).

#### Maltais standard

##### Édition maltaise
Les Hospitaliers avaient au XVIIIe siècle instauré un contrôle sur l'édition par l'intermédiaire d'un monopole sur l'impression. Mettant en place un système de contrôle équivalent, l'administration coloniale britannique refuse quasi systématiquement toute autorisation pour la création d'une imprimerie. La CMS - Church Missionary Society (« Société de l'Église missionnaire »), organisation anglicane basée à Londres demande une autorisation pour installer une presse d'impression à Malte. Il s'agit d'imprimer des livres prosélytes en arabe pour tout le Moyen-Orient. Elle obtient cet accord en 1825 sous réserve que tous les documents imprimés soient effectivement exportés de Malte. La colonie anglaise devient rapidement un centre d'impression en arabe qui participe à la renaissance littéraire de cette langue au XIXe siècle. La CMS obtient au coup par coup l'autorisation d'imprimer pour l'archipel. Ainsi elle imprime certains des livres de Mikiel Anton Vassalli comme la Grammatica della lingua Maltese (Grammaire de la langue maltaise) en 1827 ou de George Percy Badger comme sa Description of Malta and Gozo (Description de Malte et Gozo) en 1838. Elle obtient la liberté d'impression quand l'administration coloniale introduit la liberté de la presse en 1839 mais elle ferme en 1845 quand la société-mère à Londres a des difficultés financières.
Après 1839, il est possible pour tout maltais d'ouvrir une société d'édition. Le premier à le faire est A.C. Aquilina qui crée en 1855 la plus ancienne maison d'édition purement maltaise « A.C. Aquilina & Co. Ltd ». En 1874, Giovanni Muscat ouvre une librairie pour commercialiser la production littéraire maltaise et anglaise. Il adjoindra rapidement à son activité distributrice une activité de production avec une maison d'édition.
Les droits d'auteur sur la littérature imprimée sont institués à Malte en 1883.

##### Médias
En 1839, le gouvernement colonial proclame la liberté de la presse, et avant cette date, aucune parution régulière n'était autorisée par l'administration. Le premier journal maltais est publié par George Percy Badger suivi par Il Filologo Maltese (Le philologue maltais) de Dom Salvatore Cumbo. Dès 1941 Badger publie dans son journal une lettre sur le maltais dans l'enseignement. Donc, dès l'origine de la presse maltaise, celle-ci s'implique dans la grande affaire du moment : faire du maltais une langue à part entière. En 1846, c'est Richard Taylor qui publie Le Gahan jusqu'en 1861 avec une interruption de 1848 à 1854.
C'est en Égypte en 1859, alors aux mains des Français, que paraît le journal Il-Baħrija (Le Felon), premier journal maltais à être publié en maltais hors des îles.
Le premier numéro de l'almanach Il-Ħabib Malti (L'Ami maltais) sort en 1873, quant au célèbre almanach Il-Pronostku Malti (Le pronostic maltais) de Giovanni Muscat, il paraîtra durant un siècle, de 1898 à 1997.
Ġużè Muscat Azzopardi publie In-Naħla Maltija (L'Abeille maltaise) de 1877 à 1879. Il relance un journal avec Pawlu Galea en 1913 Il-Ħabib (L'Ami). Il durera plus longtemps que le premier puisqu'il n'arrêtera sa publication qu'en 1928. C'est dans ce journal que Napuljun Tagliaferro fait imprimer un article controversé L-Ilsien Malti u l-Marokkin (La langue maltaise et le marocain). Persévérant Azzopardi, avant la fin de L'Ami, crée en 1926 un autre journal Il-Kotra (L'Abondance) qu'il arrêtera en 1933.
Au milieu de cette agitation intellectuelle, des organes de presse vont voir le jour pour soutenir des positions politiques comme Il-Mediterraneo (1838-1902), The Malta Times (1840-1904) et Il - Corriere maltese, journaux affichant une opinion libérale face à l-Ordine (1847-1902) journal catholique et conservateur. En 1880, Fortunato Mizzi, le père du premier ministre Enrico Mizzi, crée en même temps le Parti nationaliste et son journal Malta.
Les affrontements entre les tenants des différents alphabets s'étalent dans la presse et, en 1903, Dimech écrivait régulièrement dans son journal Il-Bandiera tal-Maltin (Le drapeau de Malte) pour dénoncer les basses manœuvres partisanes opposant les partisans de la langue anglaise à ceux de la langue italienne, au détriment de la langue maltaise.
C'est par l'intermédiaire de la presse qu'un tournant crucial pour l'avenir de la langue maltaise va être pris. C'est l'envoi au journal Il-Habib, le 7 septembre 1920, de l'appel d'un jeune homme de 21 ans, Franġisk Saver Caruana, demandant la création d'une nouvelle union des écrivains maltais qui va tout débloquer. Prendront part, pendant deux mois, à ces échanges épistolaires par journal interposé, entre autres, Ġużepp Farrugia, Ġużè Micallef Goggi, Ġużè Muscat Azzopardi, Pawlu Bellanti, Pietru Pawl Grima, Nerik Bonnici ou encore C. Sant.
Enfin le 9 novembre 1920, paraît un avis : « Nhar il-Hadd li ġej, 14 ta' Novembru, fi-għaxra u nofs ta' filgħodu, issir l-ewwel laqgħa ta' din l-Għaqda fiċ-ċirkolo ta' l-Unjoni ta' San Ġużepp il-Belt, Strada San Paolo 266 » (Le prochain dimanche, 14 novembre, à 10 h 30 du matin, se tiendra la première réunion de la Société du cercle Saint-Joseph à La Valette, 266, rue Saint-Paul). Plus de trente personnes sont présentes, une commission est rapidement créée et elle prend le nom de Għaqda tal-Kittieba tal-Malti (Association des écrivains maltais). Le 18 décembre 1921, après 17 séances de travail, l'Association remet ses travaux, et, à quelques détails près, c'est l'alphabet actuel qui est proposé. La presse maltaise a joué un rôle déterminant dans la transformation du maltais parlé en maltais écrit, même s'il faudra encore attendre presque une quinzaine d'années pour l'officialisation du maltais en lieu et place de l'italien.
Un an après cette officialisation le 1er janvier 1934, les Maltais peuvent entendre pour la première fois une émission de radio et dès 1939 commence la diffusion d'émissions littéraires. En 1943 en pleine guerre, Vella Haber adapte pour la radio une nouvelle de Themistocles Zammit L-Għenieqa ta’ Wiżu la première diffusion d'un drame radiophonique maltais. Enfin en 1962, MTV - la télévision publique maltaise - diffuse ses premières émissions télévisuelles.

#### Maltais, langue nationale
Le chemin est long, du milieu du XVIIIe siècle, où quelques esprits éclairés, comme Gian Pietro Francesco Agius de Soldanis et Mikiel Anton Vassalli, ont souhaité faire de leur langue uniquement parlée une langue littéraire, jusqu'à l'initiative de Franġisk Saver Caruana qui, en permettant la naissance de Għaqda tal-Kittieba tal-Malti (Association des écrivains maltais) va aboutir en 1924 à la création d'un alphabet, d'une grammaire et d'une orthographe.
Mais vient se superposer à ces actions une agitation politique à partir des années 1880 qui va faire de la langue un de ses symboles en 1883. Les classes supérieures maltaises, qui pratiquent toutes la langue italienne, veulent garder leurs avantages, ne voulant pas offrir une porte d'entrée à la petite bourgeoisie. Ils trouveront des appuis politiques auprès de nationalistes qui voient mieux l'avenir de l'archipel auprès de l'Italie proche, qui vient de faire son unité, qu'avec le lointain colonialiste britannique. Cette opposition, qui partagera le pays, a souvent été appelée « conflit linguistique ». Ce conflit aura ses martyrs, il durera jusqu'au milieu du XXe siècle.
La langue maltaise est finalement devenue langue officielle de l'archipel en 1934, aux côtés de l'anglais. Depuis, l'anglais est resté langue officielle, mais le maltais est consacré langue nationale par la constitution. L'article 3 précise que :

« La langue maltaise est une composante essentielle de l'héritage national, ayant été constamment développée dans les paroles des Maltais, ce qui distingue le peuple maltais de toutes les autres nations et donne à ses citoyens le meilleur moyen d'expression.
L'État maltais reconnaît la langue maltaise comme une expression forte de la nationalité des Maltais et, en conséquence, reconnaît son importance unique et la protège contre la dégradation et la disparition. »

##### Institutions littéraires et organismes de contrôle de la langue maltaise

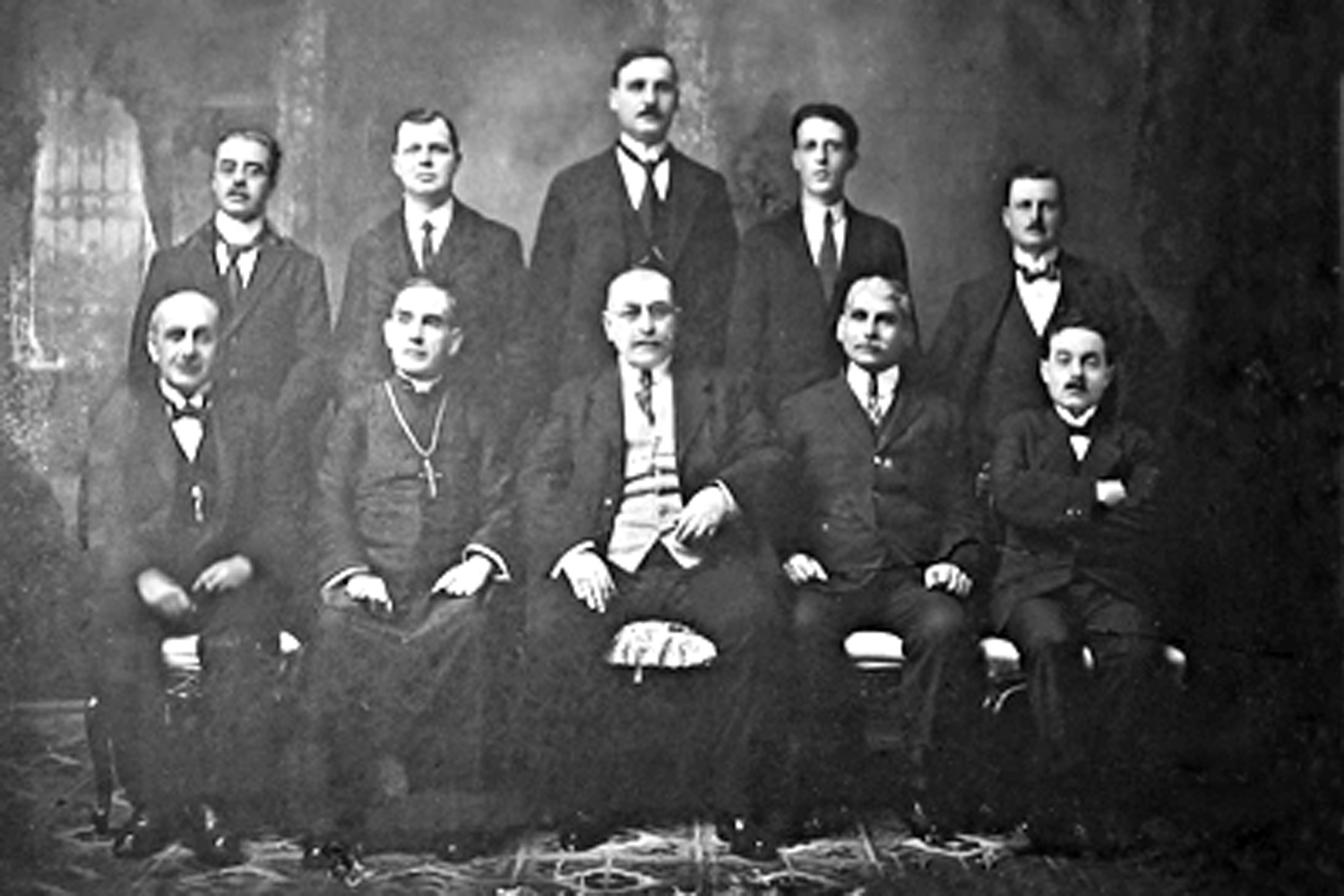
Ghaqda tal-Kittieba tal-Malti (Association des écrivains maltais) de 1924 de gauche à droite, 1er rang : Guzè Darmanin Demajo, Dun Karm Psaila, Guzè Muscat Azzopardi, Ġanni Vassallo, Ninu Crémona ; 2e rang : Guzè Darmanin Demajo, Rogantin Gachia, A.M. Borg, Frangisk Saver Caruana, Guzè Micaleff Goggi.

C'est l'initiative de Franġisk Saver Caruana, qui, par son appel du 7 septembre 1920 dans le journal Il-Habib (L'Ami), provoque la création de Għaqda tal-Kittieba tal-Malti (Association des écrivains maltais). Cette association donne d'abord à Malte sa langue écrite en créant un alphabet, une grammaire et une orthographe. Mais elle lui donne aussi une littérature. Ses membres sont, pour la plupart, devenus des écrivains importants pour Malte à l'image de Dun Karm Psaila qui sera crédité du statut de poète national. En plus d'être un écrivain remarqué, il est l'auteur de l'hymne national maltais L-Innu Malti.
C'est au cours d'une assemblée générale le 7 mai 1922, qu'officiellement cette association est née. Son objectif est fixé :
1. Veiller à l'élaboration de l'alphabet, de la grammaire et de l'orthographe ;
2. Assurer la protection et les droits de la langue maltaise ;
3. Favoriser la diffusion de la langue et des écrits littéraires tout en préservant la religion catholique.

Si elle propose en 1924 les règles qui font du maltais une vraie langue, elle agit aussi pour développer la littérature et le 1er novembre 1924 elle nomme une commission composée de Franġisk Saver Caruana, Guzè Darmanin Demajo, Guzè Darmanin Demajo et de Vincent Mifsud Bonnici avec pour objectif de préparer  Il-Malti (Le Maltais), une revue littéraire présentée le 21 décembre 1924. Elle est publiée sur un rythme trimestriel pour la première fois en mars 1925.
En 1944, est promulguée une loi portant création du Kunsill Ċentrali tal-Malti (Conseil central du maltais) pour protéger et promouvoir la langue et la littérature maltaise. Le Conseil est composé de représentants de toutes les organisations Maltaises. À partir de 1950, se met en place un Kunsill tas-Soċjetà ta’ l-Awturi Maltin (Conseil de la société des auteurs maltais). Mais ce conseil ne sera actif que six ans plus tard. Puis en 1962, c'est la Għaqda Kittieba Żgħażagħ (Association des jeunes écrivains) qui deviendra le Grupp Awturi (Groupe des Auteurs), en 1969, c'est la naissance de la Għaqda Bibljotekarji (Association des bibliothécaires), en 1998, la Għaqda letterarja u kulturali (Association littéraire et culturelle) et en 2001, le Kunsill Nazzjonali tal-Ktieb (Conseil national du livre).
L'Association des écrivains maltais devient, en 1964, la Akkademja tal-Malti (Académie maltaise), et en 2005, le gouvernement la décharge de la surveillance du maltais pour lui permettre de se consacrer complètement à la valorisation littéraire de la langue, en créant le Kunsill Nazzjonali ta’ l-Ilsien Malti (Conseil national de la langue maltaise). Celui-ci est chargé, notamment, de la promotion de la langue nationale, de la définition de l'orthographe et du vocabulaire, et de la mise en œuvre d'une politique linguistique appropriée.

##### Conflit linguistique
Depuis la prise officielle de l'archipel comme colonie de la couronne en 1814, les Maltais réclament au gouvernement colonial les libertés et les assurances qu'ils n'ont jamais pu obtenir des Hospitaliers ou des Français. Les Maltais savent rappeler les promesses faites par Alexander Ball de pouvoir se gouverner à leur guise. La première liberté accordée fut la liberté de la presse, mais les journaux d'opinion poussent au self government. Les Maltais profitent, en 1847, du carnaval pour brocarder le gouvernement colonial, qui, le 11 mai 1849, accorde une nouvelle constitution permettant à des conseillers élus de donner leur avis sauf sur des domaines réservés comme la défense des îles.
Au moment où l'Italie fait son unité, certains regardent vers le nouveau royaume voisin. Fortunato Mizzi, le père de Enrico Mizzi, crée le parti nationaliste, et quand il obtient une majorité aux élections de 1883, le gouvernement colonial fait monter les enchères en annonçant le remplacement de l'italien dans les écoles publiques par l'anglais et le maltais. Les conseillers du parti nationaliste démissionnent et sont triomphalement réélus. L'arrivée de Gerald Strickland et l'institution d'un véritable régime représentatif calment la situation. Mais l'émergence du problème linguistique vient tout remettre en cause lorsque Strickland décide d'introduire l'anglais dans les tribunaux. L'affrontement est inévitable quand une ordonnance de 1901 laisse aux parents le choix de la langue d'examen de leurs enfants entre l'italien et l'anglais.
Quand les conseillers refusent d'accepter le budget de l'instruction publique, les lettres patentes du 3 juin 1903 annulent la constitution de 1887. Une commission d'enquête n'arrange rien en préconisant l'anglais dans les tribunaux inférieurs et le choix entre l'anglais et le maltais dans les cours criminelles. De plus sur le plan extérieur la Grande-Bretagne soutient le mouvement italien alors que, sur le plan intérieur maltais, elle fait la guerre aux irrédentistes italiens qui font des adeptes parmi les Maltais. La Première Guerre mondiale va calmer les conflits, car Malte fait tourner ses chantiers navals au maximum en apportant un bien-être économique avant de retomber dans le marasme économique dès la paix acquise et de retrouver tous ses problèmes linguistico-politiques.
Un homme ne va rien faire pour simplifier la situation. Enrico Mizzi a récupéré en 1917 la direction du parti que son père avait créé. Son comportement pro-italien le mène devant la cour martiale qui le condamne à un an de réclusion. Il est amnistié à la fin de la guerre et reprend son activisme. Le Sette Giugno (7 juin 1919) une violente émeute éclate, le drapeau britannique est brûlé, l'armée tire, faisant quatre morts, Wenzu Dyer, Meanwhile, Manwel Attard, Giuseppe Bajada, et plus de cinquante blessés. Une nouvelle constitution est concédée en 1921 avec l'institution d'un parlement qui peut traiter de tout sauf des domaines réservés et la question linguistique fait partie des domaines réservés. L'élection de 1921 se fait sur la question linguistique mais face à Mizzi, à Mgr Panzavecchia et au colonel Savona, Strickland est élu sur sa renommée.
Il peut mettre en place sa politique linguistique de substitution de l'italien par l'anglais accompagné du maltais. L'opposition, avec Mizzi, est soutenue en sous main par les fascistes, arrivés au pouvoir en Italie, et par l'église maltaise. Le Saint-Siège intervient auprès du gouvernement britannique qui accorde à Strickland la continuation de sa politique mais demande de nouvelles élections. Strickland supprime l'italien de l'instruction publique et des tribunaux le 25 avril 1932. Mizzi remporte les élections de juin 1932 et, en tant que ministre de l'éducation publique, ne pouvant revenir sur les directives de Strickland, domaine réservé oblige, prend le 6 août 1932 des mesures pour réintroduire l'italien comme support d'enseignement au maltais. Mais devant la fronde de l'université, le gouvernement colonial reprend les choses en main, annule les mesures Mizzi et impose le maltais dans les écoles publiques,,.
Le 1er janvier 1934, le gouvernement colonial met fin à la guerre linguistique en faisant paraître dans la Gazzetta tal-Guern (La Gazette du Gouvernement, le journal officiel maltais) un avis qui précise que l'alphabet et l'orthographe de la société des écrivains maltais sont officiellement adoptés, la langue maltaise est déclarée langue officielle avec l'anglais à la place de l'italien. La constitution de 1921 est abrogée en 1936, l'Istituto italiano di cultura est fermé, les agitateurs irrédentistes sont expulsés des îles et des publications en italien sont interdites. Le conflit linguistique se termine pendant la Seconde Guerre mondiale avec le passage devant un conseil de guerre et l'exécution des derniers partisans de l'Italie fasciste. L'enseignement ne sera obligatoire qu'en 1946.

## Caractéristiques
Si une langue est le reflet de l'histoire de ses locuteurs, le maltais, parlé au XXIe siècle dans les îles maltaises n'est la mémoire que d'une partie de l'histoire maltaise. La riche culture phénico-punique et la civilisation gréco-romaine n'ont laissé à Malte qu'une faible trace archéologique. Les îles qui ont su créer les plus vieux monuments humains de l'histoire du monde (VIe millénaire av. J.-C.) ne possèdent une langue, le maltais, que depuis, au mieux, le IXe siècle, effaçant ainsi plus de 60 siècles de leur histoire.

### Emprunts lexicaux
Le vocabulaire maltais est marqué par une grande variété d'origine lexicale, trois grandes familles d'importances différentes : des origines sémitiques, des apports romans, principalement siciliens et italiens et des ajouts anglo-saxons. Aquilina estime que les emprunts non-sémitiques dépassent en nombre le fond arabe mais l'étude d'échantillons par Fenech montre que l'utilisation de ce fond est plus important que les apports principalement romans. L'échantillon littéraire montre une utilisation moyenne des mots d'origine arabe de 94 %, celui-ci descend à 86,5 % pour le maltais parlé, à 73 % dans la presse écrite et tombe à 64 % dans la publicité. L'utilisation est d'environ 5 % pour la littérature et 8 % pour le maltais parlé pour l'italien et respectivement 4,5 % et 0,4 % pour l'anglais.

### Origines sémitiques
Ne sont repris ici que trois des caractéristiques communes aux langues sémitiques et au maltais.

#### Racine trilitère
La première caractéristique d'une langue sémitique est sa morphologie. Toutes les langues sémitiques possèdent un vocabulaire construit sur un lexème (lessema en maltais) généralement une trilitère (trois lettres), quelquefois quadrilittère (quatre lettres) ou bilittères (deux lettres). Par exemple, la racine [KTB] « écrire » donne dans les deux grandes langues sémitiques et en maltais :
- en arabe : KaTaBa (كتب) ;
- en arabe tunisien : KTiB (kteb) ;
- en hébreu : KaTaB (כתב) ;
- en maltais : KiTeB

Exemples de construction de dérivés à partir de trois racines en maltais :
| [KTB] | → | KiTeB (écrit)     | KTieB (livre)   | KiTBa (écriture)   | KiTtieB (écrivain)    | miKTuB (écriture)  |
| [ĦDM] | → | ĦaDeM (travaille) | ĦiDMa (travail) | ĦaDdeM (employer)  | ĦaDdieM (travailleur) | maĦDuM (travaillé) |
| [TLB] | → | TaLaB (demande)   | TaLBa (demande) | TaLlaB (demandeur) | nTaLaB (requis)       | miTLuB (demandé)   |

#### Flexion interne
Une deuxième caractéristique morphologique que le maltais tient de ses origines sémitiques est le caractère flexionnel interne, avec la marque du nombre par brisure interne. Les formes flexionnelles sont moins nombreuses en maltais que dans d'autres langues sémitiques ; le maltais a conservé huit formes principales auxquelles il faut ajouter quelques restes de formes anciennes.
- Le nom « livre » ktieb au singulier se fléchit au pluriel en kotba, KTieB → KoTBa.
- « Livre » en arabe kitāb (كتاب) au singulier donne kutub (كُتُب) au pluriel.

#### Consonnes solaires
Comme pour l'arabe, le maltais ne comporte qu'un seul article défini il (al en arabe). De même, l'existence de consonnes dites solaires (xemxija en maltais) modifie l'article par assimilation.
S'il existe quatorze consonnes solaires en arabe : t, th ث (bath en anglais), d, dh ذ (the en anglais), r, z, s, sh ش (x en maltais), ṣ ص (sad), ḍ ض (le d de darab en maltais), ṭ ط (le t de talab en maltais), ð ظ (le d de dlam en maltais), l, n, leur nombre passe à neuf consonnes solaires en maltais : ċ, d, n, r, s, t, x, z et ż.
- forme normale il-konsonanti (la consonne)
- forme assimilée iċ-ċensura (la censure), id-dwellist (le duelliste), in-nanna (la grand-mère), ir-radar (le radar), is-sultan (le sultan), it-tortura (la torture), ix-xarada (la charade), iz-zalza (la sauce) et iż-żona (la zone).

Les consonnes solaires ont aussi une influence dans la conjugaison de certains verbes, l'assimilation se faisant par doublement de la première consonne : żejjen (décorer) →  t + żejjen = żżejjen (tu décores)

#### Lexique sémitique
Hormis le fait que certains mots viennent d'autres origines à travers l'arabe ifriqiyen et sa morphologie comme :
- à partir du latin[105] : pullus → fellus (poulet), fornax → fernaq (étinceler), govia → gawwija (mouette) ou encore festuca → fosdqa (cocon) ;
- à partir de l'hébreu[105] : [ʤilaːl] → dell (ombre), [buːʔaːh] → bewwaq (creuser), [ʃiddaːr] → xandar (divulguer), [duːra] → dura (cabane) ou encore [ʃaːlaf] → xewlah (jeter) ;
- à partir du berbère[106] : [babuːʃ] → bebbux (escargot), [χantuːʃ] → gendus (taureau), [aːttuːʔa] → għattuqa (poularde) ou aussi [bagya] → bieqja (bol) ;

la base du vocabulaire maltais est évidemment arabe. D'après Cardona, ce vocabulaire est typique de l'activité humaine du VIIe au Xe siècle et est suffisant (pour ce qui est parvenu jusqu'à aujourd'hui) pour exprimer toutes les idées de la vie commune comme des sentiments de cette époque. Les plus vieux dictionnaires, comme celui de Vassalli, ont perdu beaucoup de mots d'origine ifriqiya (Kairouan), aghlabide ou berbère du fait de la romanisation du maltais sémitique.
| Les éléments  | xemx (soleil)         | qamar (lune)              | art (sol)                   | sema (ciel)                | xita (pluie)         | riħ (vent)             | beraq (éclair)            |
| La nature     | għajn (source)        | wied (ruisseau)           | ġnien (jardin)              | rebbiegħa (printemps)      | sajf (été)           | ħarifa (automne)       | xitwa (hiver)             |
| Les matériaux | deheb (or)            | fidda (argent)            | ħadid (fer)                 | rħam (cuivre)              | ġild (cuir)          | ħġieġ (carreau, vitre) |                           |
| Les animaux   | kelb (chien)          | fenek (lapin)             | ħmar (âne)                  | burqax (perche de mer)     | gremxul (lézard)     | namus (moustique)      | dubbien (mouche)          |
| Les végétaux  | tin (figue)           | tuffieħ (pomme)           | berquq (abricot)            | dulliegħ (pastèque)        | għeneb (raisin)      | tadam (tomate)         | basal (oignon)            |
| L'anatomie    | id (main)             | sieq (pied)               | għonq (nuque)               | qalb (cœur)                | demm (sang)          | fwied (foie)           | għadam (os)               |
| La famille    | omm (mère)            | mara (femme, épouse)      | raġel (homme, mari)         | oħt (sœur)                 | ħu (frère)           | silf (beau-frère)      | ħaten (parent par la loi) |
| La nourriture | ikel (nourriture)     | fatra (diner)             | ħobż (pain)                 | ilma (eau)                 | ħalib (lait)         | inbid (vin)            | għaġin (pâte)             |
| Les métiers   | ħaddied (forgeron)    | ħajjat (tailleur)         | naġġar (tailleur de pierre) | bennej (maçon)             | qassis (prêtre)      | moħriet (charrue)      |                           |
| La ville      | belt (ville)          | mdina (faubourg)          | misraħ (jardin enclos)      | bieb (porte)               | bejt (terrasse)      | knisja (église)        | qabar (tombe)             |
| La marine     | ġifen (bateau pirate) | mirkeb (bateau de charge) | qlugħ (voile)               | dgħajsa (gondole maltaise) | moqdief (rame)       | dejma (garde-côtes)    |                           |
| Les nombres   | xejn (zéro)           | wieħed (un)               | erbgħa (quatre)             | sebgħa (sept)              | disgħa (neuf)        | mija (cent)            | elf (mille)               |
| Les couleurs  | iswed (noir)          | abjad (blanc)             | aħmar (rouge)               | aħdar (vert)               | ikħal (bleu foncé)   | iżraq (bleu azur)      | isfar (jaune)             |
| Le savoir     | ktieb (livre)         | kelma (mot)               | qari (lecture)              | għadd (compter)            | għalliem (enseigner) | tagħlim (doctrine)     |                           |
| etc.          |                       |                           |                             |                            |                      |                        |                           |

### Influences romanes
Dans le même temps où la Sicile abandonnait le siqili (l'arabe sicilien), l'arabe maltais était de plus en plus confronté à une romanisation. Les échanges commerciaux entre l'archipel et la Sicile et les mouvements migratoires influent fortement sur la pratique du maltais. Il faut retenir les évolutions les plus significatives.

#### Modifications phonétiques
À l'écart de sa langue-mère, soumise à une forte romanisation, c'est très certainement à cette période que la prononciation de la langue maltaise s'écarte de la prononciation sémitique. Sept phonèmes arabes : /tˤ/, /t/, /sˤ/, /s/, /dˤ/, /ð/ et /d/ ne sont plus prononcés qu'au travers de trois phonèmes maltais : /t/, /s/ et /d/ :
| Prononciation arabe | Prononciation maltaise                       |
| ------------------- | -------------------------------------------- |
| /tˤalab/            | talab (prier) tin (figue)                    |
| /tiːn/              | talab (prier) tin (figue)                    |
| /sˤajf/             | sajf (été) sejf (épée)                       |
| /sajf/              | sajf (été) sejf (épée)                       |
| /dˤarab/            | darab (frapper) dlam (obscurité) demm (sang) |
| /ðalaːm/            | darab (frapper) dlam (obscurité) demm (sang) |
| /dam/               | darab (frapper) dlam (obscurité) demm (sang) |

#### Modifications morphologiques et syntaxiques
La construction syntaxique de la phrase va aussi évoluer d'une construction de phrase sémitique VSO (verbe-sujet-objet) vers une organisation romane SVO (sujet-verbe-objet).
L'incorporation de nouveaux mots siciliens puis italiens et aussi français se réalise par la création de néologismes. Cet élargissement lexical a au moins deux conséquences qui tendent à gommer les traits les plus sémitiques du maltais :
- les flexions internes sont délaissées, en partie, pour adopter les modes flexionnels des langues romanes avec la désinence :
  - la marque du pluriel se fait aussi à la mode romane par ajout d'un affixe à la racine[109],
  - l'adoption d'une soixantaine de suffixes italiens permet de compléter les moyens de donner du sens[112] ;
- la conjugaison des verbes adoptés des langues romanes modifie les formes verbales[113].

#### Lexique roman
Dans la famille des langues romanes qui ont apporté leur contribution au lexique maltais, il est difficile de savoir laquelle est à l'origine de l'adoption. Les mots empruntés, dans beaucoup de cas, pourraient très bien venir du vocabulaire français comme du vocabulaire italien ; trop de vocables sont trop proches pour en décider uniquement sur le vocabulaire. Seules des études historiques et philologiques pourraient trancher. Pour la contribution de français à la langue maltaise, il est possible de citer entre autres : bonġu → bonjour (buongiorno en italien), bonswa → bonsoir (buona sera), swarè → soirée (serata), kalepin → calepin (taccuino), absint → absinthe (assenzio), port → port (porto) ou xarabank → char à banc (disparu pour l'anglais bus).
| La nature      | majjistral (mistral)  | grigal (vent du nord-est) | tramuntana (tramontane) | lbiċ (vent du sud-ouest) |                         |                         |                            |
| Le calendrier  | Jannar (janvier)      | Frar (février)            | Marzu (mars)            | April (avril)            | Mejju (mai)             | Ġunju (juin)            | Lulju (juillet)            |
| Les matériaux  | djamant (diamant)     | rubin (rubis)             | platinu (platine)       | alumiju (aluminium)      | bronż (bronze)          | żingu (zinc)            | stann (étain)              |
| Les animaux    | lupu (loup)           | volpi (renard)            | ljun (lion)             | tigra (tigre)            | pappagall (perroquet)   | kukkudrill (crocodile)  | kanarin (canari)           |
| Les végétaux   | lumi (citron)         | larinġ (orange)           | kaboċċi (chou)          | karrotta (carotte),      | patata (pomme de terre) | piżelli (pois)          | ravanell (radis)           |
| L'anatomie     | korp (corps)          | skeletru (squelette)      | kustilji (côte)         | spalla (épaule)          | muskoli (muscle)        | pulmun (poumon)         | ġogi (phalange)            |
| La famille     | kuġin (cousin)        | ziju (oncle)              | zija (tante)            | neputi (neveu)           | neputija (nièce),       | nannu (grand-père)      | nanna (grand-mère)         |
| Les boissons   | brodu (soupe)         | aperitiv (apéritif)       | birra (bière)           | luminata (limonade)      | kafè (café)             | te (thé),               | ċikkulata (chocolat)       |
| Les métiers    | barbier (coiffeur)    | arġentier (argentier)     | furnar (boulanger)      | stampatur (imprimeur)    | skarpan (cordonnier)    | modista (modiste)       | dentist (dentiste)         |
| La ville       | pjazza (place)        | palazz (palais)           | torri (tour)            | teatru (théâtre)         | mużew (musée)           | università (université) | biblijoteka (bibliothèque) |
| L'armée        | armi (armée)          | reġiment (régiment)       | ġeneral (général)       | kaptan (capitaine)       | suldat (soldat)         | kanun (canon)           | elmu (casque)              |
| La religion    | altar (autel)         | tabernaklu (tabernacle)   | ostensorju (ostensoir)  | pulptu (chaire)          | ċensier (encensoir)     | kandelabri (candélabre) | statwa (statue)            |
| Le savoir      | xjenza (science)      | skola (école)             | primarja (primaire)     | sekondarja (secondaire)  | liċeo (lycée)           | professur (professeur)  | letteratura (littérature)  |
| La santé       | sptar (hôpital)       | ambulanza (ambulance)     | siringa (seringue)      | termometru (thermomètre) | ingwent (onguent)       | faxxa (bandage)         | garża (gaze)               |
| Les transports | karozza (voiture),    | kaless (calèche)          | nol (cargaison)         | ferrovija (train)        | ajruplan (aéroplane)    | kunduttur (conducteur)  | xufier (chauffeur)         |
| La musique     | trumbetta (trompette) | klarinett (clarinette)    | mandolina (mandoline)   | vjolin (violon)          | kitarra (guitare)       | pjanu (piano)           | arpa (harpe)               |
| Les outils     | tornavit (tournevis)  | furmatur (ciseau à bois)  | mazza (masse)           | sega (scie à métaux)     | raspa (râpe)            | kumpass (compas)        | skalpell (scalpel)         |
| etc.           |                       |                           |                         |                          |                         |                         |                            |

### Influences anglaises
L'anglais a une double influence sur la langue maltaise, la création de néologismes et d'un pidgin (voir ci-dessous).

#### Création de néologismes
Les Maltais créent des néologismes à partir de la langue anglaise pour couvrir toutes les notions nouvelles n'ayant pas d'équivalent dans le vocabulaire maltais. Il y aurait environ 2 500 néologismes créés pendant l'industrialisation des îles et leur décollage économique.

#### Lexique anglo-saxon
| L'habillement   | xorts (short)          | blajżer (blaser)      | blaws (blouse)              | ġamper (jersey)            | mafler (cache-nez)      |
| Les aliments    | ħamberger (hamburger)  | ċips (chips)          | kraker (gâteaux apéritif)   | omlet (omelette)           |                         |
| Les équipements | friżer (congélateur)   | towster (toaster)     | majkrowejv (micro-ondes)    | televixin (télévision)     | kuker (cocotte-minute)  |
| L'armée         | errejd (raid aérien)   | paraxut (parachute)   | konvoj (convoi)             | majn (mine)                | torpidow (torpille)     |
| Le sport        | boksing (boxe)         | futbol (football)     | ħoki (hockey)               | woterpowlo (waterpolo)     | lunapark (parc de jeux) |
| Le football     | grawnd (terrain)       | plejer (joueur)       | referi (arbitre)            | gowl (but)                 | korner (corner)         |
| L'informatique  | kompjuter (ordinateur) | laptop (portable)     | fajl (fournisseur internet) | ġojstikk (joystick)        |                         |
| La santé        | kanser (cancer)        | skener (scanner)      | test (analyse)              | ġojnt (joint)              | ekstasi (ecstasy)       |
| Les voitures    | pullman (pullman)      | taksi (taxi)          | drajver (conducteur)        | brejk (break)              | kowċ (coach)            |
| La musique      | akkordjin (accordéon)  | risiver (receveur)    | sterjo (stéréo)             | amplifajer (amplificateur) | diskow (disco)          |
| Les outils      | blowlemp (chalumeau)   | buldowżer (bulldozer) | differenxjal (différentiel) | ħajdrolik (hydraulique)    |                         |
| etc.            |                        |                       |                             |                            |                         |

### Langue standard et topolectes
Le niveau de pratique du maltais est très différent sur l'ensemble du territoire, pourtant petit, Malte fait 249 km2 et Gozo 67 km2. Les Maltais reconnaissent deux niveaux de pratique du maltais standard avec de fortes variations de vocabulaire. Ces pratiques ont plutôt tendance à la diversification.
Si l'on parle de pratique lexicale, il faudrait aussi prendre en compte une autre pratique qui tend à la création d'un pidgin dû au fort pourcentage de la population qui pratique un bilinguisme maltais-anglais.
Même sur une base linguistique identique, il faut constater aussi des variétés dialectales avec des différences notables de prononciation. Ces variabilités phonétiques ont plutôt une tendance à l'uniformisation.

#### Maltais standard
S'il existe effectivement un maltais dit standard, pratiqué dans la capitale, à La Valette, et aussi à Tas-Sliema, le centre économique et social de l'archipel, il est pratiqué sur toute la superficie de l'archipel une ou des variétés de ce maltais standard que l'on pourrait qualifier de relâché. Ce maltais relâché est parlé dans la campagne et les villages au sein du cercle de connaissance et dans les familles.

#### Maltish et minglish
Les locuteurs maltais bilingues ont une tendance à mélanger dans une même phrase des mots d'anglais et de maltais, cette tendance se retrouve maintenant chez les locuteurs maltais non bilingues. Ce qui tendrait à démontrer la création d'un pidgin malto-anglais qui est déjà appelé maltish ou anglo-maltais le minglish. Ce dernier phénomène est noté, en particulier par Brincat mais il est encore très peu étudié.
Brincat relève ces emplois (pour une meilleure compréhension les mots anglais sont soulignés) :
- « ibli n-napkin minn fuq id-dishwasher » (va me chercher la serviette qui est sur la machine à laver) ;
- « Tih il-bottle lill-baby » (donne le biberon au bébé) ;
- le maltish s'utilise aussi dans les administrations « Il-maoranza tat-taxpayers ma jkollomx bonn jimlew ir-return ta' l-income tax » (la majorité des contribuables n'ont pas besoin de remplir la déclaration de revenus) ;
- il est aussi employé à l'école « id-diameter, le, mhux ir-radius » (le diamètre, non, pas le rayon) ;
- et même à l'université en cours de biologie végétale où cette fois ce sont des mots de maltais qui sont intégrés dans une phrase en anglais « l-istructure tal-leaf » (la structure de la feuille).

#### Topolectes maltais
Pour tous ceux qui ont écouté parler les Maltais avec un peu d'attention, il est évident que le maltais n'est pas uniforme sur un territoire pourtant de si petite superficie. Si les différences ont tendance à diminuer, la précision des études distingue de plus en plus de sous-systèmes.
Créer une langue écrite à partie d'une langue parlée nécessite une attention particulière aux variabilités phonétiques. Déjà en 1796, Mikiel Anton Vassalli avait remarqué ces différences et tenté d'en délimiter les champs. Vassalli notait cinq variétés dialectales sans toujours en donner les contours exacts :
- le dialecte du port avec La Valette et les trois cités, Il-Birgu, L-Isla et Bormla ;
- le dialecte de Gozo ;
- le dialecte des hautes terres ou de L-Imdina ;
- le dialecte de basses terres à l'est ;
- le dialecte du centre avec Ħaż-Żebbuġ.

Hormis les études en cours, principalement sur Gozo, ou d'autres plus anciennes, la dernière étude complète est celle de la thèse d'État de Puech en 1979. Il distingue quatre zones plus une transition :
- la zone de Gozo, où il distingue six sous-systèmes ;
- la zone de Iż-Żurrieq à l'est ;
- la zone de Żebbug - Rabat - Mosta - Is-Siġġiewi au centre-ouest ;
- la zone de La Valette - Tas-Sliema ;
- la zone mixte péri-urbaine.

### Comparaison de vocabulaires

#### Comparaison avec l'arabe classique et l'arabe maghrébin
Le maltais est héritier de l'arabe, directement de l'arabe ifriqiyien, dont le tunisien est aussi l'héritier direct. De nos jours, l'inter-compréhension entre le maltais et l'arabe tunisien est tout aussi difficile et complexe qu'entre le français et l'italien, par exemple, d'autant plus que le maltais moderne intègre dans son vocabulaire des mots anglais, français, et italiens.
| Terme français     | Traduction maltaise | Équivalence arabe maghrebin | Équivalence arabe classique      |
| ------------------ | ------------------- | --------------------------- | -------------------------------- |
| Dieu               | Alla                | Alla                        | Allah الله                       |
| terre              | art                 | ardh                        | arḍ أرض                          |
| ciel               | sema                | sma                         | samaa’ سماء                      |
| eau                | ilma                | ma (el-ma ou il-ma : l'eau) | maa’ ماء (al-maa' الماء : l'eau) |
| feu                | nar                 | nar                         | naar نار                         |
| homme              | raġel               | rajel                       | rajul رجل                        |
| femme              | mara                | mra                         | mar'a مرأة                       |
| tu manges (manger) | tiekol (kiel)       | takel ou takol (kla)        | ta’kulu تأكل (’akala أكل)        |
| tu bois (boire)    | tixrob (xorob)      | toshrob ou tishrib (shrab)  | tashrabu تشرب (shariba شرب)      |
| grand              | kbir                | kbir                        | kabiir كبير                      |
| petit              | żgħir               | sghir ou zghir              | saghiir صغير                     |
| nuit               | lejl                | lil                         | layl ليل                         |
| jour               | jum                 | yum                         | yawm يوم                         |

#### Comparaison avec le siculo-arabe
La langue maltaise fait partie avec l'arabe sicilien, ou siqili, du groupe des langues siculo-arabes.
| Langue maltaise | Équivalence en siculo-arabe | Traduction en français |
| --------------- | --------------------------- | ---------------------- |
| bebbuxu         | babbaluciu                  | escargot               |
| kapunata        | caponata                    | ratatouille            |
| ġiebja          | gebbia                      | citerne                |
| ġunġlien        | giuggiulena                 | graine de sésame       |
| qassata         | cassata                     | gâteau au fromage      |
| saqqajja        | saia                        | canal d'irrigation     |
| farfett         | farfala                     | papillon               |
| tebut           | tabbutu                     | cercueil               |
| zahar           | zagara                      | fleur                  |
| zokk            | zuccu                       | tronc d'arbre          |
| żaffran         | zaffarana                   | safran                 |
| żbib            | zibbibbu                    | raisin sec             |

#### Comparaison avec le sicilien et l'italien
Pendant sept siècles la langue maltaise s'est confrontée d'abord au sicilien avant de l'être à italien.
| Langue maltaise | Langue sicilienne | Langue italienne | Équivalence en français |
| --------------- | ----------------- | ---------------- | ----------------------- |
| ċentru          | centru            | centro           | centre                  |
| gvern           | cuvernu           | governo          | gouvernement            |
| natura          | natura            | natura           | nature                  |
| pulizija        | pulizzìa          | polizia          | police                  |
| re              | re                | re               | roi                     |
| repubblika      | ripùbblica        | repubblica       | république              |
| skola           | scola             | scuola           | école                   |
| teatru          | tiatru            | teatro           | théâtre                 |

## Prononciation
Le maltais est une langue reconstruite. C'était une langue uniquement parlée, jusqu'au moment où des esprits éclairés ont cherché à en faire une langue écrite et littéraire. La prononciation de la langue était donc la base de travail, mais avec une difficulté supplémentaire, écrire une langue sémitique, un dialecte arabe, avec un alphabet latin. Il aura fallu environ deux siècles pour faire aboutir ce projet.
Ces deux aspects de la linguistique sont traités dans l'article sur l'alphabet maltais.

### Phonologie
Après de multiples tentatives pour créer un alphabet, un comité d'étude sous la direction de Għaqda tal-Kittieba tal-Malti (Association des écrivains maltais) s'est saisi du problème pour finir par proposer un alphabet basé sur le principe de base de la phonologie, un graphème = un phonème. Cet alphabet est composé de 25 lettres composant 30 phonèmes.

### Phonétique
L'articulation de la langue maltaise se fait autour de 8 points et 7 modes d'articulation, 10 si l'on tient compte des prononciations faibles ou fortes.

## Orthographe et grammaire
L'orthographe et la grammaire de la langue maltaise ont été fixées en 1924 par la Għaqda tal-Kittieba tal-Malti (Association des écrivains maltais) qui demanda au gouvernement colonial de publier les règles sous le nom de Tagħrif fuq il-Kitba Maltija (Information sur l'écriture du maltais). Cette association, qui se transforme en 1964 en Akkademja tal-Malti (Académie maltaise), garde dans ses prérogatives la sauvegarde de la langue maltaise.
Une première modification de ces règles est émise en 1984 sous le nom de Żieda mat-Tagħrif (Ajout à l'Information). Une deuxième modification date de 1992 sous le nom de Aġġornament tat-Tagħrif fuq il-Kitba Maltija (Mise à jour de l'Information sur l'écriture du maltais).
En 2005, le gouvernement crée un organisme de surveillance de la langue maltaise le KNLM - Kunsill Nazzjonali tal-Ilsien Malti (Conseil national de la langue maltaise) qui émet en 2008, par Deċiżjonijiet 1 (Décision 1), les dernières adaptations de l'orthographe et de la grammaire maltaise.

## Locuteurs maltais
Tous les spécialistes qui s'intéressent à la question remarquent qu'il est difficile d'obtenir des statistiques précises sur la pratique linguistique dans l'archipel. Les conditions de recueil des informations ne sont que très rarement précisées pour ne pas dire jamais.
Badia i Capdevilla rappelle que parmi les quelque 400 000 habitants à Malte, 96 % sont de nationalité maltaise, environ 4 % sont des résidents britanniques ou italiens, et 98 % sont catholiques romains considérés comme généralement tous pratiquants. Malte ayant connu une forte émigration, il existe des communautés maltaises principalement dans les pays anglophones. La plus forte communauté est en Australie, estimée à 85 000, où elle dispose d'une presse écrite et de programmes radiophoniques en maltais.
Badia i Capdevilla cite une étude de 2001 dans laquelle :
- 98,6 % de la population maltaise a pour langue maternelle le maltais, 1,2 % l'anglais et 1,2 % dit avoir les deux langues comme langue maternelle ;
- 14 % déclarent utiliser l'anglais comme langue de communication familiale et 29 % comme langue de travail ;
- 48 % de l'échantillon déclarent lire la presse maltaise en maltais et 59,2 % regarder la télévision et le cinéma en maltais, respectivement 43,2 % et 48 % pour l'anglais ;

Il cite aussi une statistique de l'office national des statistiques, non datée, qui donne :
- 86,23 % de la population maltaise qui préfèrent parler maltais contre 11,76 % l'anglais et 1,84 % l'italien ;
- 61,13 % préfèrent l'anglais pour la lecture de livres et 70,89 % pour celle des magazines contre respectivement 35,75 % et 22,65 % pour le maltais et 3,12 % et 6,46 % pour l'italien ;
- 44,96 % déclarent regarder la télévision en maltais, 29,63 % en italien et 25,41 % en anglais ;
- 82,41 % écoutent la radio en maltais contre 14,69 % en anglais et 2,91 % en italien.

Lors du recensement de 1995,, les Maltais (≈372 000 personnes) ont déclaré à :
- 97,8 % pratiquer la langue maltaise ;
- 75,8 % (≈246 000 personnes) connaître l'anglais ;
- 36,4 % (≈118 000 personnes) connaître l'italien.

Badia i Capdevilla présente des chiffres de 1931 où sur ≈225 000 personnes il y avait :
- 22,6 % (≈55 000) anglophones et ≈32 000 italophones.

Brincat donne d'autres statistiques historiques :
- en 1842, seulement 4,5 % de la population de Malte sait parler, lire et écrire en anglais, elle fait partie des 11 % des Maltais alphabétisés, qui tous connaissent l'italien ;
- il faut attendre 1911 pour que les pratiquants de l'anglais, 13,1 %, dépassent les pratiquants de l'italien, 11,5 %.